# Geografía de Sudáfrica

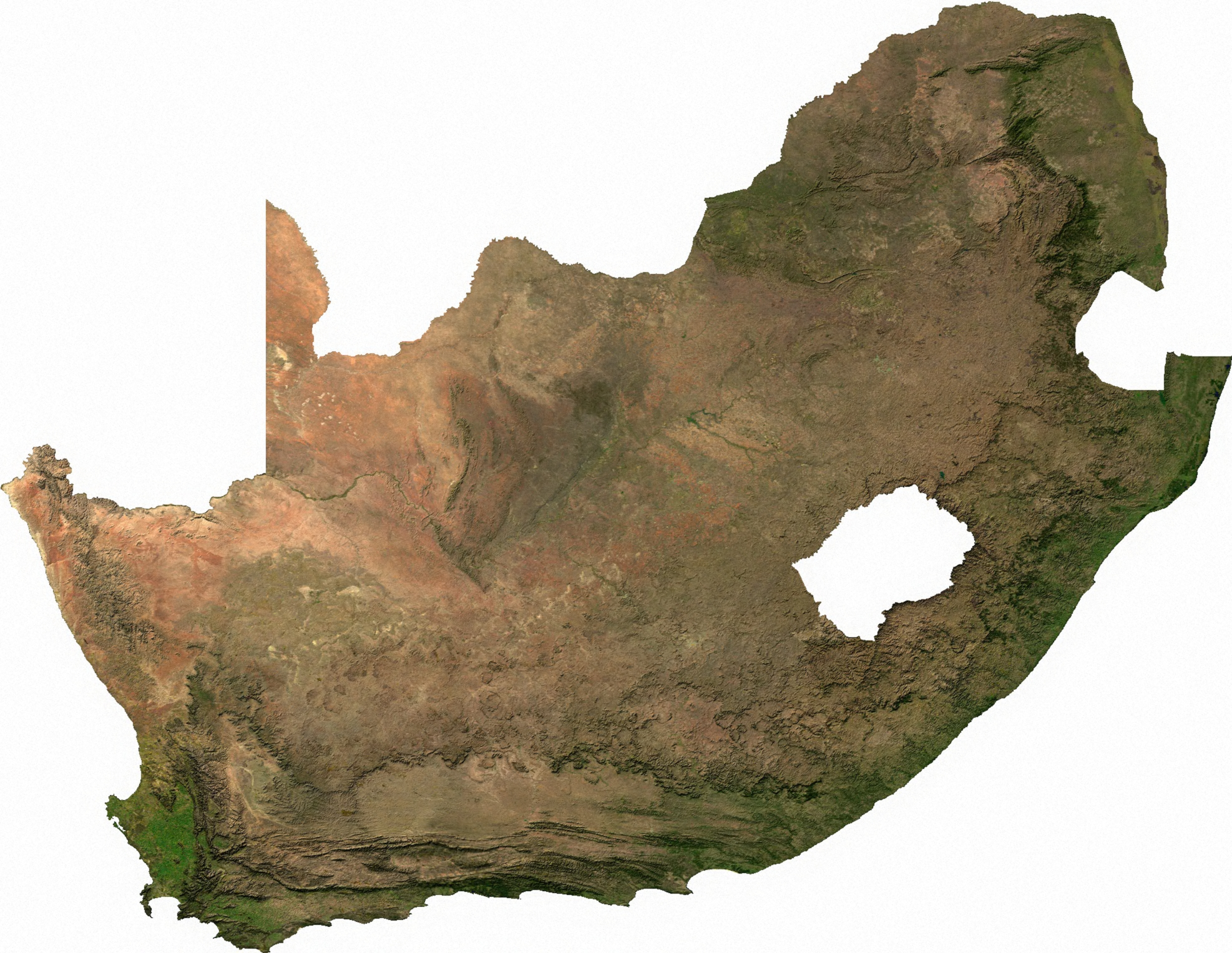
Imagen satelital de Sudáfrica.

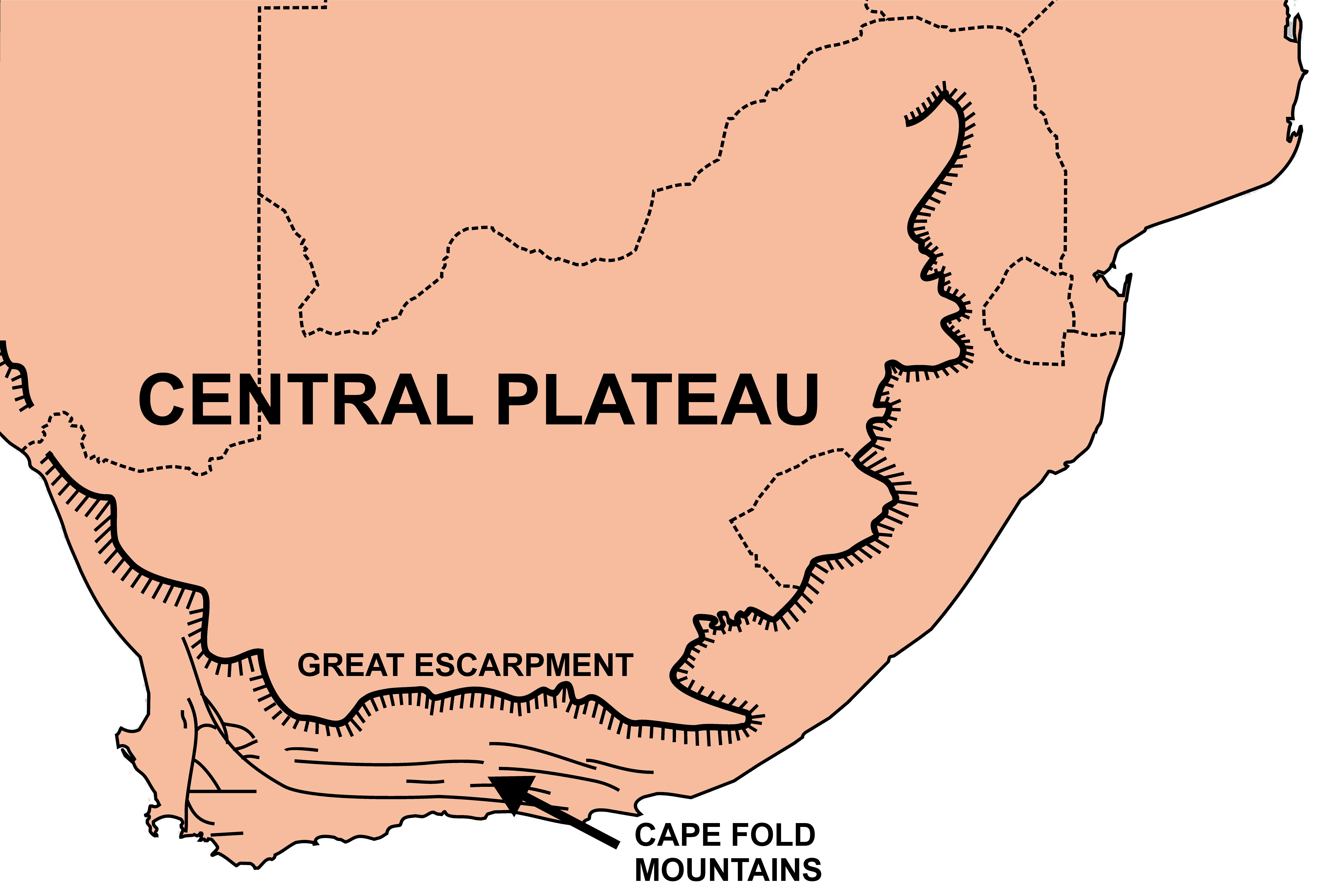
Meseta central que se extiende por la mayor parte de Sudáfrica y que incluye el Karro y Gran escarpe.

La República de Sudáfrica está situada en el extremo sur del continente africano. Tiene 19 regiones. El país limita al noroeste con Namibia, al norte con Botsuana y al este con Zimbabue, Mozambique y Suazilandia. Leshoto, país independiente pero con importantes lazos con Sudáfrica, queda en su interior. El país está rodeado por los océanos Atlántico e Índico.
La costa tiene cerca de 2800 kilómetros (1.739 millas) y forma un amplio arco proyectado hacia el sur que se extiende de oeste a este desde la frontera con el desierto del Namib en el Atlántico, hacia el sur hasta el cabo de Buena Esperanza y luego asciende hacia el norte hasta la frontera con Mozambique en el Océano Índico. La extensión rodeada por el océano Índico dobla la ocupada por el océano Atlántico. La zona de baja altitud próxima a la costa es estrecha en su mayor parte, dando paso a una montaña escarpada (Gran Escarpe) que separa la costa desde el altiplano interior. En algunos lugares, especialmente en la provincia de KwaZulu-Natal , en el este, una distancia mayor separa la costa de las zonas montañosas. Aunque la mayor parte del país se clasifica como semiárido, tiene una considerable variación en cuanto a clima y topografía.
Sudáfrica se ubica en el Trópico de Capricornio hasta el Cabo Agulhas a 33 grados sur.
Por ello, el país está posicionado en una zona de clima meridional y gran parte de su superficie está sobre mesetas de más de 1200 m de altura. Por ejemplo, Johannesburgo, sobre el altiplano, está cercano a los 1800 m y presenta un clima soleado y fresco.
Las costas, donde abundan playas de arenas doradas y blancas, están rodeada de bosques en la zona oriental y desiertos en el oeste. El subcontinente presenta un collar de islotes rocosos que llegan hasta los límites de la Antártida.

## Divisiones topográficas
Como la mayor parte del territorio al sur del Sahara, el paisaje de Sudáfrica está dominado por una meseta conocida como Karoo en el sur del país y de Namibia, rodeada por la llanura costera y limitada por el sur por el Gran Escarpe. Por el norte se extiende hasta 10.oS del ecuador (desde Angola, al oeste hasta el escarpe de la provincia de Muchinga, en Zambia, al este.

### El Gran Escarpe

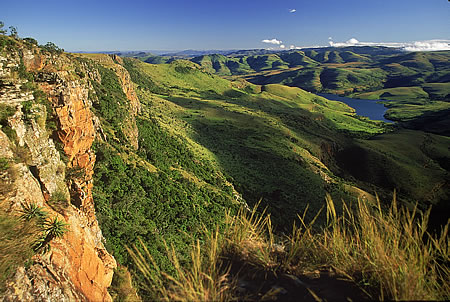
Las montañas Drakensberg, el punto más alto en Sudáfrica.

Es la mayor formación geológica de África, consistente en una vertiente escalonada desde la meseta central sudafricana, inclinada en dirección a los océanos que rodean el sur de África por tres de sus lados, desde Mozambique y Zimbabue por el este, hasta el escarpe de Muchinga, en Namibia.
La meseta es más alta en el este de Sudáfrica, donde alcanza alturas entre 2.000 y 3.300 m. El borde de la meseta en esta región forma acantilados vertiginosos en las llamadas montañas Drakensberg, pero también por muchos de sus nombres locales, todos terminados en montaña o berge en afrikáans.
La porción del escarpe que podría considerarse una cordillera se encuentra entre KwaZulu-Natal y Lesoto. La meseta de Lesoto está formada en parte por las montañas Drakensberg, debido a una capa de 1400 m de lava resistente a la erosión, surgida hace 182 millones de años, cuando el continente pertenecía todavía a Gondwana. Gran parte de esta lava fue erosionada junto con una capa de rocas sedimentarias del Supergrupo Karoo, la unidad estratigráfica más amplia de África del Sur, una serie de capas depositadas entre el Carbonífero superior y el Jurásico inferior, a lo largo de 120 millones de años que cubren dos tercios de la superficie de Sudáfrica. Con todo, solo permanece una capa de lava en la zona de Lesoto muy erosionada por los tributarios del río Orange.

### La meseta central

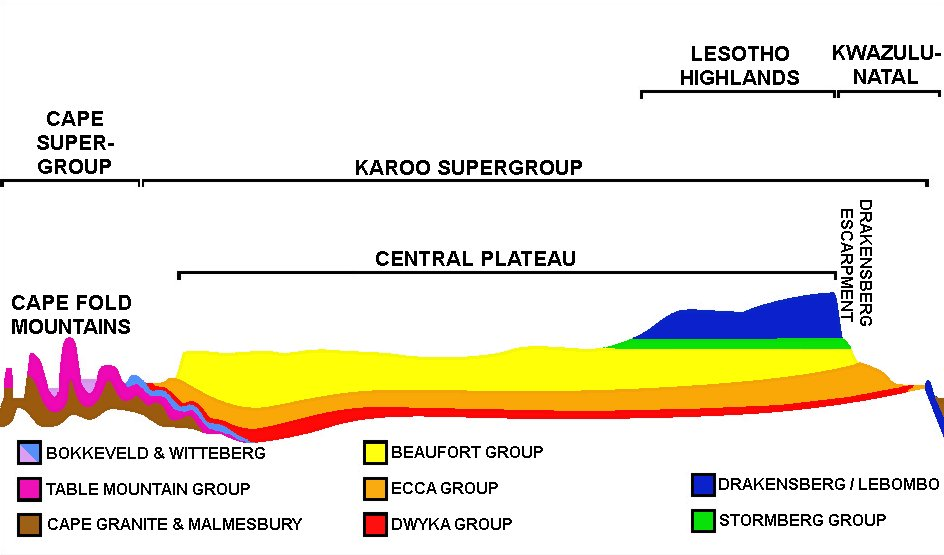
Corte de sudoeste a nordeste de Sudáfrica. A la izquierda, la península del Cabo, con la montaña de la Mesa. A la derecha, KwaZulu-Natal, con el escarpe de Drakensberg en azul. En color amarillo, la meseta central. La totalidad se divide en dos supergrupos, el del Cabo, al oeste y el de Karoo, al este.

La meseta central, aparte de la meseta de Lesoto, forma una amplia llanura inclinada de este, donde es más alta, hacia el oeste, donde se alza solo unos 1000 m sobre el mar. En el sur y el sudoeste, las laderas se alzan entre 1.600 y 1.900 m sobre el mar.
La meseta también se inclina hacia abajo en el norte desde una latitud de 25.o 30' formando una línea de falla de una antigüedad de 150 millones de años, cuando el continente se baría en esta región. El resultado es el Bajo Veld de Limpopo (véase Veld), una serie de praderas al norte y nordeste de Sudáfrica, a unos 500 m de altitud, unos mil metros por debajo del Alto Veld (véase más abajo), que forma parte de la meseta central.
Los ríos que drenan la meseta generalmente vierten hacia el oeste, a través del río Orange, en el océano Atlántico. Al norte del Witwatersrand, la sierra que separa la divisoria de aguas entre el Atlántico y el Índico, el drenaje se realiza a través del río Limpopo.

### La llanura costera
La llanura costera, que varía en amplitud entre 60 km y 250 km en el nordeste, desciende suavemente desde los pies del Gran Escarpe hacia la costa. Numerosos ríos pequeños drenan la zona.

### ElCinturón de Pliegues del Cabo

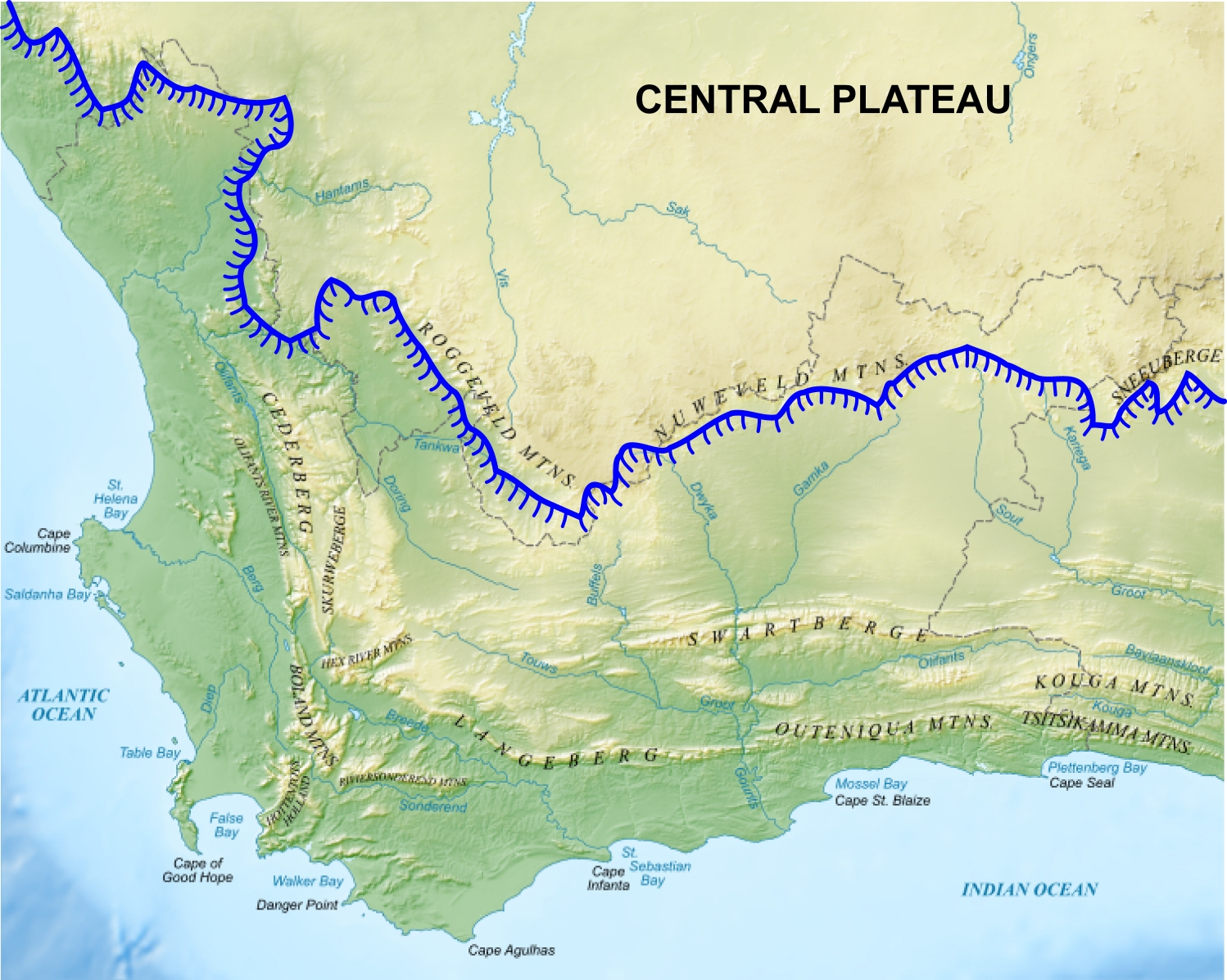
Montañas del cinturón del Cabo

Al sur y sudoeste de la llanura costera hay una serie de sierras que corren paralelas a la costa. Se conocen como las Cape Fold Mountains, montañas o Cinturón de Pliegues del Cabo, cuyas rocas tienen entre 510 y 350 millones de años y forman una serie de pliegues paralelos por la colisión desde el sur de la meseta de Falkland, una plataforma marina remanente de lo que entonces formaba parte de Gondwana y que se separó de África para dar lugar a América del Sur.
Esta serie de pliegues paralelos tiene forma de L con una sección occidental de norte a sur y una sección oriental de este a oeste, con una longitud total de unos 800 km. El ángulo de la L tiene lugar en el sudoeste y da lugar a la península del Cabo, donde se halla Ciudad del Cabo.
Estos pliegues a lo largo de la costa no tienen más de 100 km de anchura. Al oeste están separadas del mar por una pronunciada llanura costera. Los suelos en los valles que separan las sierras consisten en suelos fértiles compuestos de lutitas degradadas, opuestas a los suelos pobres de areniscas cuarcíticas de las montañas, a cada lado de los valles. Las lluvias son escasas sobre todo en el pequeño Karoo. La agricultura, viñedos y frutales, depende del regadío de los torrentes que bajan de las montañas, que se cubren de nieve en invierno. El pequeño Karoo es famoso por sus granjas de avestruces.
Las montañas del pliegue del Cabo están separadas del Gran Escarpe por una planicie de unos 100-150 km de anchura conocida como Bajo Karoo, de unos 600-800 m de altitud.

### La costa
La costa sudafricana es considerablemente recta, con pocos puertos naturales. La razón es que la costa ha sido levantada de forma continua en los últimos 180 millones de años, y especialmente durante los últimos 20 millones de años. La actual línea costera formaba parte de la plataforma continental sumergida, que contiene pocos entrantes o cuevas. Como contraste, una costa que se hunde, como la noruega, tiene fuertes entrantes donde desembocan los ríos o los glaciares.

## Clima

Mapa de Köppen de climas sudafricanos.

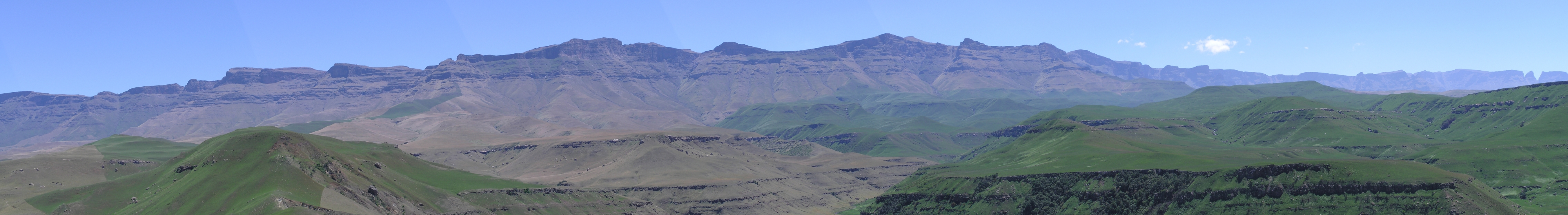
Panorama del Drakensberg, la región más alta del Gran Escarpe.

En rojo, desértico templado; en marrón, semiárido templado; en rosa, desértico frío; en marrón claro, semiárido frío; en amarillo limón, mediterráneo; en verde oscuro, subtropical húmedo oceánico; en verde zona costa, oceánico templado; en verde claro interior, subtropical húmedo.
Debido a la extensión del país, el clima es muy variable en función de las zonas climáticas. En el sur y las zonas altas, el clima es templado, mientras que en el noroeste el clima es subtropical y en la parte occidental del país es semiárido. El promedio anual de precipitaciones es de 464 mm.
Debido a su posición en el hemisferio sur, entre los 22.o y los 34.o S, las estaciones se dan a la inversa que en Europa. Dado que la mayor parte del país es una meseta, el clima se suaviza en verano, pero en invierno hace frío por las noches. El clima es más seco hacia el oeste, con excepción de las zonas costeras.
En la parte sudoeste de Sudáfrica, el clima es mediterráneo, con inviernos lluviosos y húmedos, y veranos cálidos y secos, siempre a la inversa que para Europa. En Ciudad del Cabo caen unos 500 mm de lluvia anuales en solo 68 días (caen de 8 a 10 mm mensuales en verano, de diciembre a febrero, con temperaturas entre 16.oC y 26.oC, y por encima de 80 mm mensuales en invierno, con temperaturas de 8.oC a 18.oC entre junio y agosto). Debido a las corrientes marinas, la temperatura del mar es fría, entre 15.oC en agosto y 19.oC el mes más cálido, enero.
La costa oeste, afectada de lleno por la corriente fría de Benguela, el clima es árido porque la humedad desaparece en el mar formando nieblas costeras antes de entrar en tierra firme. Al sur del desierto del Namib, en Alexander Bay, frontera con Namibia, caen unos 40 mm anuales en 11 días. No llueve entre noviembre y febrero, pero la cercanía del mar frío no dejar subir las temperaturas de 15.oC en invierno y 20.oC en verano. En la meseta occidental, cerca de Botsuana, en Upington, a 835 m de altitud, caen 190 mm en 32 días y las temperaturas son mucho más altas en verano, entre 22 y 34.oC en enero de medias mínimas y máximas en verano, y entre 5 y 20.oC en julio.
El lugar más cálido de Sudáfrica se encuentra en las cataratas Augrabies, a 600 m de altitud, al sudoeste de Upington, pues se alcanzaron 48,6.oC en 2016.
El lugar más frío del sur, expuesto a las invasiones de aire antártico, es la ciudad de Sutherland, en la zona árida del Gran Karoo, a 1.450 m de altitud, con el récord de -16.oC en julio de 2003. Las medias mínimas de julio son de -2.oC, y en enero de 8.oC, con máximas respectivamente de 12 y 27.oC. Aquí caen 245 mm anuales.
En Port Elizabeth, al este de la costa sur, caen 630 mm en 69 días, con lluvias más repartidas en una zona de transición entre el clima mediterráneo y el oceánico. Las temperaturas oscilan entre los 10-18.oC de julio y los 18-24.oC de enero.
En la costa oriental el clima es más cálido y húmedo. En East London caen 800 mm; en Durban, más al norte, se superan los 1000 mm, con más de 100 mm mensuales entre noviembre y mayo. Las temperaturas oscilan entre los 11-23.oC de julio y los 21-28.oC de enero. El mar oscila entre 22 y 26.oC.
En la meseta, el clima es árido, pero es más lluvioso en el centro y este. En Johannesburgo, en la parte oriental, a 1700 m de altitud, caen 700 mm de lluvia en 91 días, sin apenas lluvia entre mayo y agosto. Las temperaturas oecilan entre los 2-18.oC de julio, más frías, y los 15-27.oC de enero. Puede helar y nevar entre junio y agosto. En Kimberley, más al oeste, a 1200 m, el clima es más cálido y seco, con 430 mm de precipitación en 50 días y temperaturas igualmente frías en invierno, pero entre 18 y 33.oC en enero.
En el extremo nordeste, donde se encuentra el parque nacional Kruger, entre 300 y 500 m de altitud, cerca de Mozambique, el paisaje es de sabana. En Skukuza, el principal campo del parque, caen 565 mm en 65 días, con 10 mm entre junio y agosto y casi 100 mm entre diciembre y febrero. Las temperaturas entre 6 y 26.oC en julio, y 21 y 32.oC en enero.
En la zona del Limpopo, frontera con Zimbabue, se encuentran baobabs y entre noviembre y febrero hace bastante calor. Al norte de Durban, pueden introducirse ciclones tropicales desde el océano Índico.

## Hidrografía

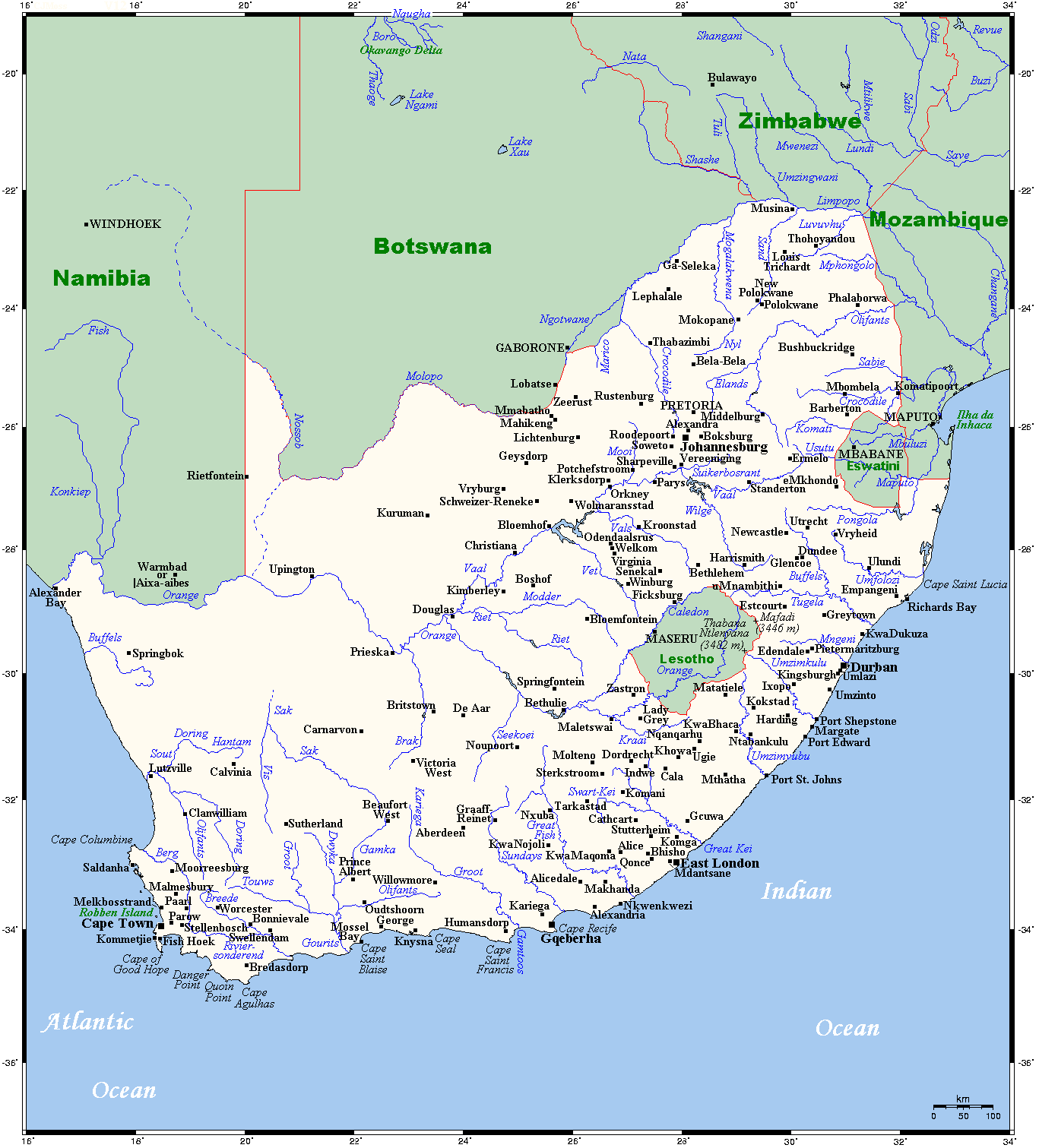
Ríos de Sudáfrica

Los ríos principales son el río Orange, que desemboca en el océano Atlántico; el río Vaal, su principal afluente, y, al norte de la sierra deWitwatersrand, el Limpopo, que nace cerca de Johannesburgo y desemboca en el océano Índico.
El río Orange tiene unos 2100 km de longitud, nace en las montañas de Lesoto, a 3.350 m de altitud, donde se llama Senqu, y fluye hacia el noroeste, atravesando el veld, las grandes praderas sudafricanas, camino del océano Atlántico, formando la frontera con Namibia en su sección más occidental y seca. El río Vaal nace en el nordeste, cerca de Suazilandia, y fluye hacia el sudoeste hasta su confluencia con el Orange. En total, el río drena unos 852.000 km² de la superficie del país.

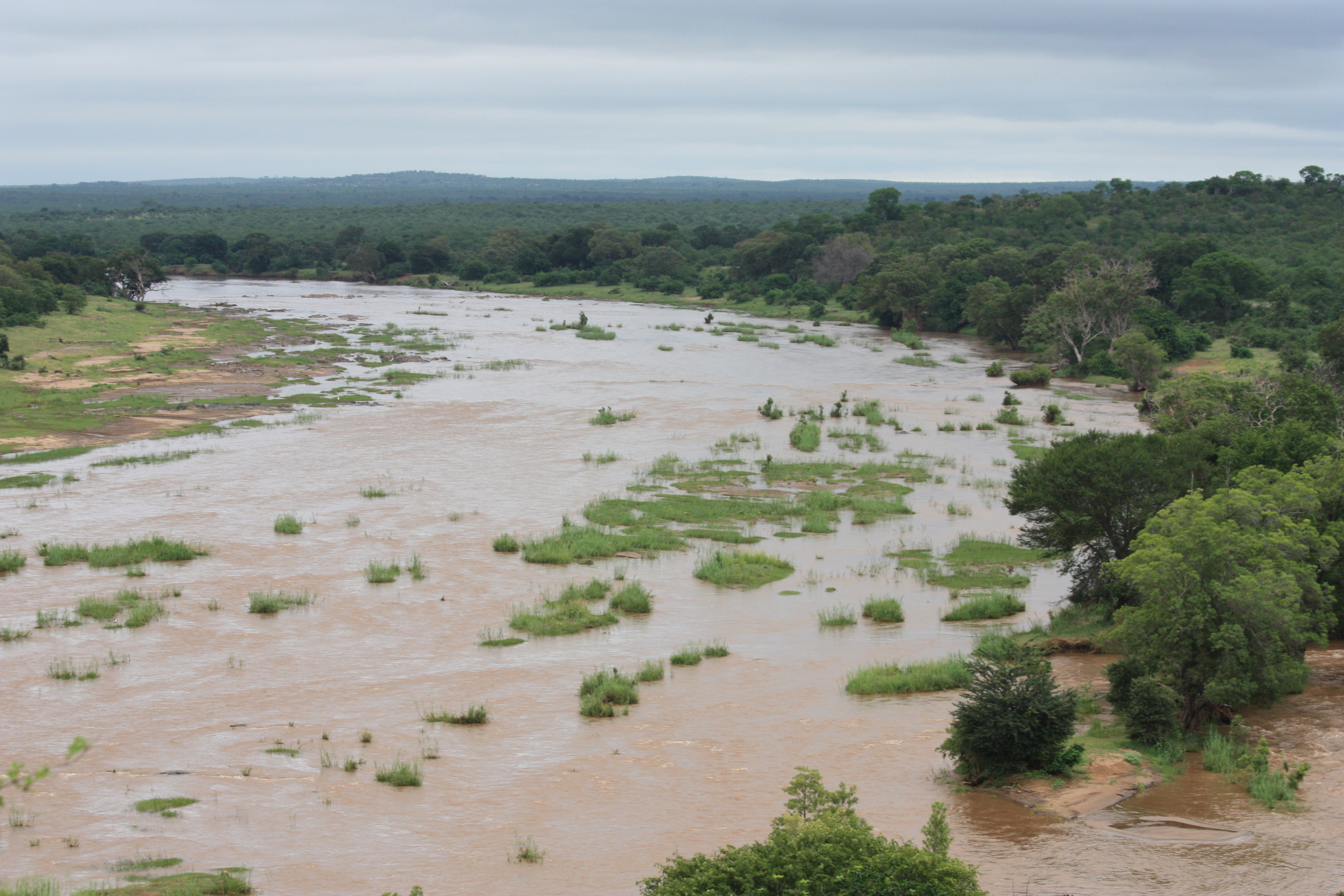
Río Olifants, afluente del río Limpopo, en el parque Kruger.

El río Limpopo, de 1750 km, nace en la provincia del Noroeste, de la unión de los ríos Marico y Crocodile y fluye hacia el nordeste marcando la frontera con Botsuana a lo largo de 640 km, y Zimbabue, antes de entrar en Mozambique y desembocar en el océano Índico. Sus principales afluentes son los ríos Crocodile, Mogalakwena, Levubu y Olifants. Al sur de este último, entre el escarpe y el mar, hay numerosos ríos pequeños, entre ellos, Komati, Pongolo, Mfolozi, Mgeni y Tugela, que drenan en su mayoría la provincia de KwaZulu-Natal. El mayor es el río Tugela, famoso por el salto del Tugela, la segunda cascada del mundo, con 947 m de altura en 5 saltos.

Cuenca del río Limpopo

Curiosamente, hay tres ríos llamados Olifants en Sudáfrica, el primero es afluente del Limpopo; el segundo río Olifants, de 265 km, drena un área de 46.000 km² en la provincia Cabo Occidental, junto con otros ríos como el Berg y el Bree, que desembocan en el océano Atlántico, y el tercer río Olifants rena hacia el sur en la misma provincia, en el océano Índico, acompañado de otros ríos meridionales y más orientales como Mkomazi, Mzimvubu, Great Kei, Great Fish, Sundays y Gourits.
El punto más meridional del país, y por lo tanto del continente africano, es el cabo Agulhas.

### Hidrología

Embalse del río Berg, en funcionamiento desde 2009, que almacena agua en época de lluvias para abastecer a Ciudad del Cabo.

Sudáfrica está situada en una región semidesértica, con unas precipitaciones medias de 450 mm anuales, casi la mitad de la media mundial (860 mm), y se caracteriza por una gran variabilidad. Los recursos de agua en Sudáfrica son escasos y limitados en extensión. La geología del país, compuesto en su mayor parte de rocas duras, con poca capacidad para almacenar el agua, agrava la situación. La naturaleza de las precipitaciones y el relieve hacen que el 60 por ciento de los recursos se acumulen en el 20 por ciento del territorio. El consumo de agua en el año 2000 fue de 13,3 km³, repartido de la siguiente forma: consumo doméstico un 29%; regadíos un 59%, industria, minería y generación de electricidad un 8 por ciento y reforestación comercial un 4%, lo que da un consumo per cápita de 1100 m³ por año. En los regadíos están involucrados unos 40.000 pequeños granjeros, 15.000 granjeros comerciales de tamaño medio y unos 120.000 trabajadores temporales. De ahí la necesidad de construir numerosos embalses.

#### Embalses de Sudáfrica

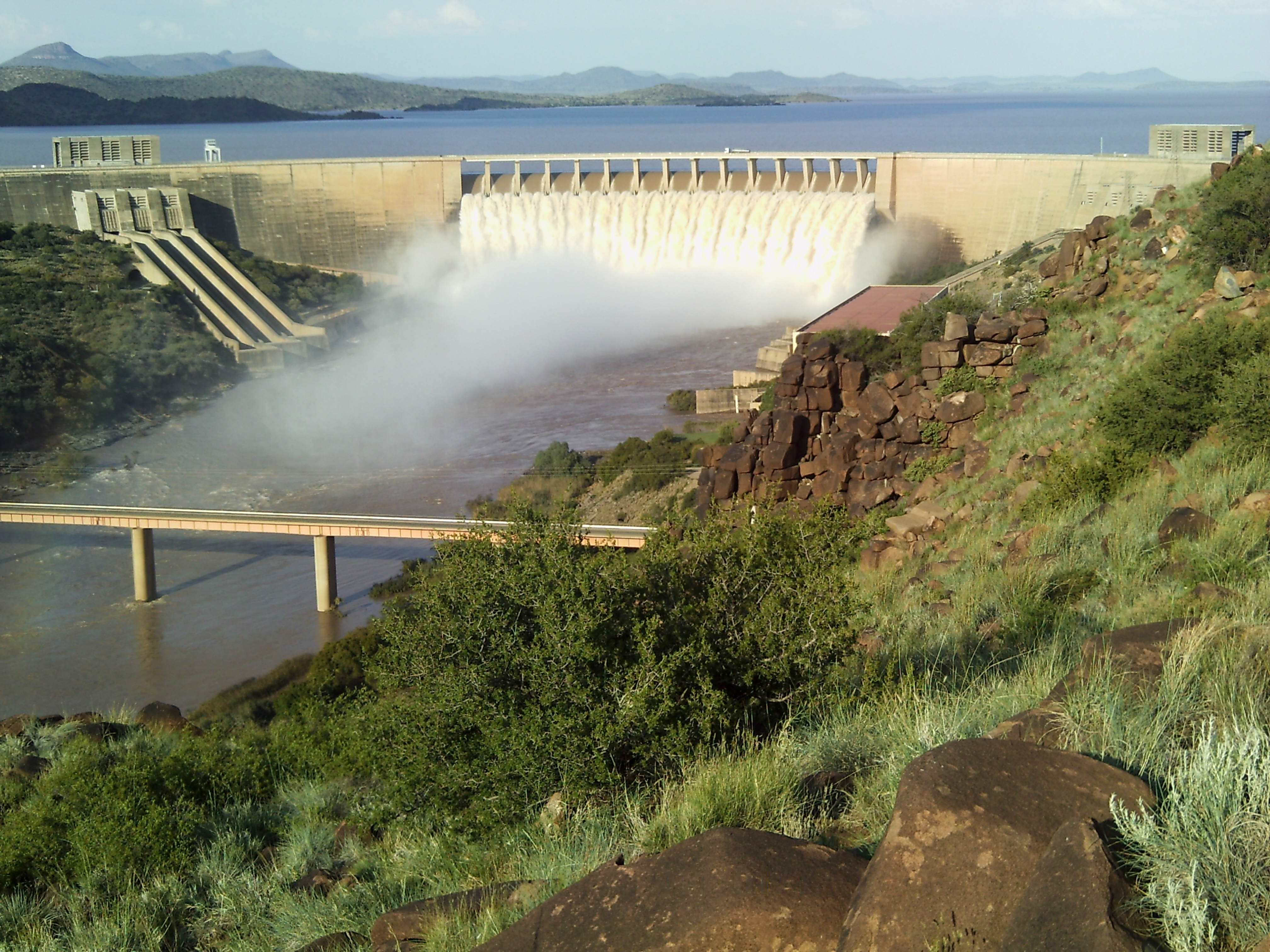
Embalse de Gariep liberando agua en enero de 2011.

En enero de 2009 había, en Sudáfrica, 1.082 grandes embalses con no menos de 15 m de altura en la presa y entre 5 y 15 m de altura pero con más de 3 millones de m³ de capacidad. El número total de embalses registrados es de 4.457, de los que 4.173 están registrados en distintas categorías. De estas, 3.232 tienen una presa de entre 5 y 12 m de altura; 1033, entre 12 y 30 m, y 192, más de 30 m. Según la capacidad del embalse, 129 tiene entre 10 y 100 millones de m³; 54, entre 100 y 1000 millones, y 8 entre 1000 y 10.000 millones de m³ (entre 1 y 10 km³, o 1000 a 10.000 hm³). El 75 por ciento de las presas tiene menos de 12 m de altura y el pantano menos de 1 millón de metro cúbicos (1 hm³). La presa más antigua es la Upper Mpate, cerca de Dundee, construida en 1880, con presa de tierra de una altura de 18 m y una longitud de cresta de 293 m. El 76% de las presas son de materiales sueltos y el 22% de concreto (de estas, el 10% de arco).
En 2021, la capacidad total de los embalses era de 32.075 km³, es decir, más de 32 mil millones de m³. La superficie total de todos los embalses era de unos 3500 km². De los 4400 embalses, 3526, el 80 por ciento, se usan solo para regadío y almacenamiento de agua, unos 9,764 km³. Más de 3500 embalses pequeños son privados por pertenecer a planes de regadío locales, y 18 pertenecen al Departamento de Agua y Sanidad, que es a su vez copropietario de 291 embalses con una capacidad de 29 km³, el 90 por ciento de la capacidad total de Sudáfrica. Los 50 embalses más grandes retienen 26 km³, el 83 por ciento del total.
Los embalses más grandes de Sudáfrica son:

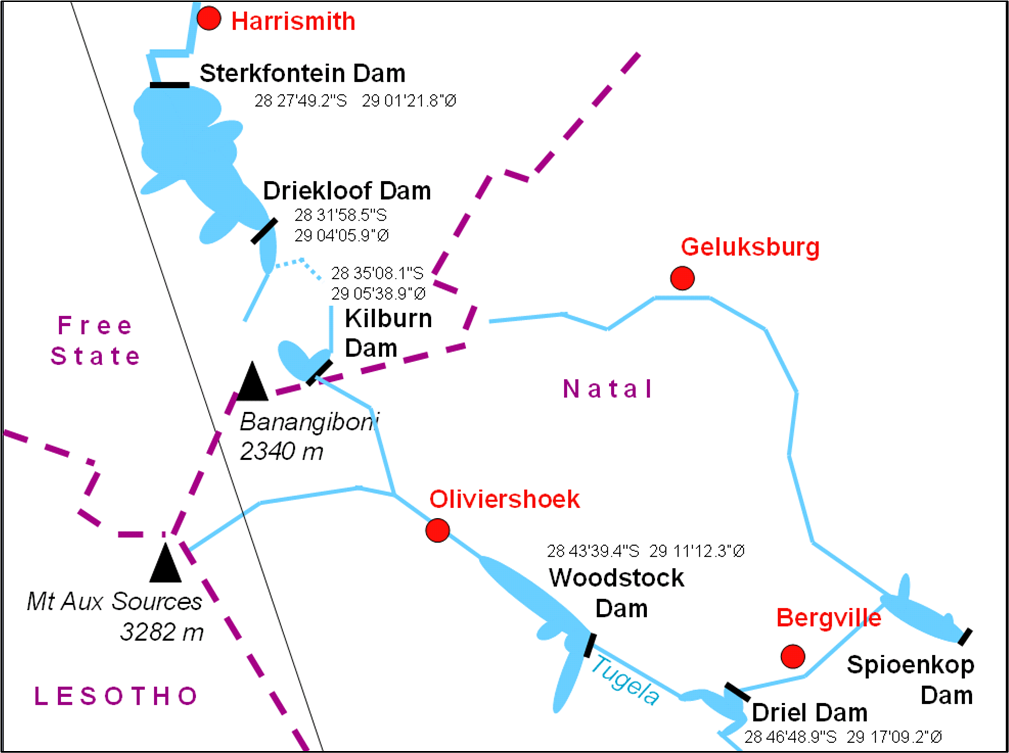
Sistema de embalses del Drakensberg

- Embalse de Gariep, río Orange, 88 m de altura, 914 m de largo, 5.343 hm³ de capacidad y 352 km² de superficie.
- Embalse de Vanderkloof (antes P.K. Le Roux), ríos Orange y Berg, 108 m de altura, 3.187 hm³ y 133 km².
- Embalse de Sterkfontein, 93 m de altura, 2.617 hm³ y 67 km² Forma parte del Drakensberg Pumped Storage Scheme (Sistema de bombeo escalonado del Drakensberg), formado por cuatro embalses: Driekloof, unido al de Sterkfontein; Kilburn; Woodstock y Driel, con una capacidad de 1000 MW.
- Embalse de Vaal, río Vaal, 63 m de altura, 2.610 hm³ y 323 km².
- Embalse de Pongolapoort/lago Jozini, en el río Pongola, 89 m de altura, 2.267 hm³ y 132 km².
- Embalse de Bloemhof, en la convergencia de los ríos Vaal, el mayor afluente del Orange, y Vet, entre las provincias Estado Libre y Noroeste, 33 m de altura en un sitio llano y 4.270 de longitud en la presa, con 1269 hm³ y 223 km².
- Embalse de Rhenosterkop, en el río Elands, cuenca del Olifants, 36 m de altura y 515 m de longitud 206 hm³, 36 km².
- Embalse de Theewaterskloof, en el río Sonderend, cerca de Vilersdorp, en Cabo Occidental, 480 hm³ y 48 km².
- Embalse del Gran Brandvlei, en un tributario del río Breede, 21,5 m de altura y 1.250 m de longitud, 459 hm³ y 41,1 km².
- Embalse de Heyshope, en Mpumalanga, río Assegaai, 28,5 m de altura y 1.030 m de longitud, 451 hm³ y 50,24 km² ha.
- Embalse de Theewaterskloof, en el río Sonderend, Cabo Occidental, 25 m y 646 m, 480 hm³ y 50 km².

Hay 9 áreas de gestión de aguas en Sudáfrica: Limpopo, Olifants, Inkomati Usuthu, Pongola Mtamvuna, Vaal, Orange, Mzimvubu Tsitsikamma, Breede Gouritz y Berg Olifants. Se ha de tener en cuenta que la palabra dam inglesa, en inglés sudafricano significa tanto presa como embalse, que en inglés de Inglaterra es reservoir.

## Flora y fauna
Sudáfrica cuenta con más de 20 000 plantas diferentes, que representan cerca del 10% de todas las especies conocidas del mundo, por lo que es considerada un área particularmente rica en biodiversidad vegetal.
El bioma prevalente en el país es la pradera, especialmente en el Highveld, donde la flora predominante son los pastos, los arbustos bajos y las acacias, principalmente las de espina blanca y camel. La vegetación es más escasa hacia el noroeste, debido a las bajas precipitaciones de lluvia.
WWF distingue cuatro ecorregiones de pradera de montaña dentro del país:
- Pradera del Alto Veld, en el Highveld
- Pradera montana de los Drakensberg, en los Drakensberg, por debajo de los 2500 metros
- Pradera altimontana de los Drakensberg, en los Drakensberg, por encima de los 2500 metros
- Matorral de Maputaland-Pondoland, en los valles de las estribaciones meridionales de los Drakensberg

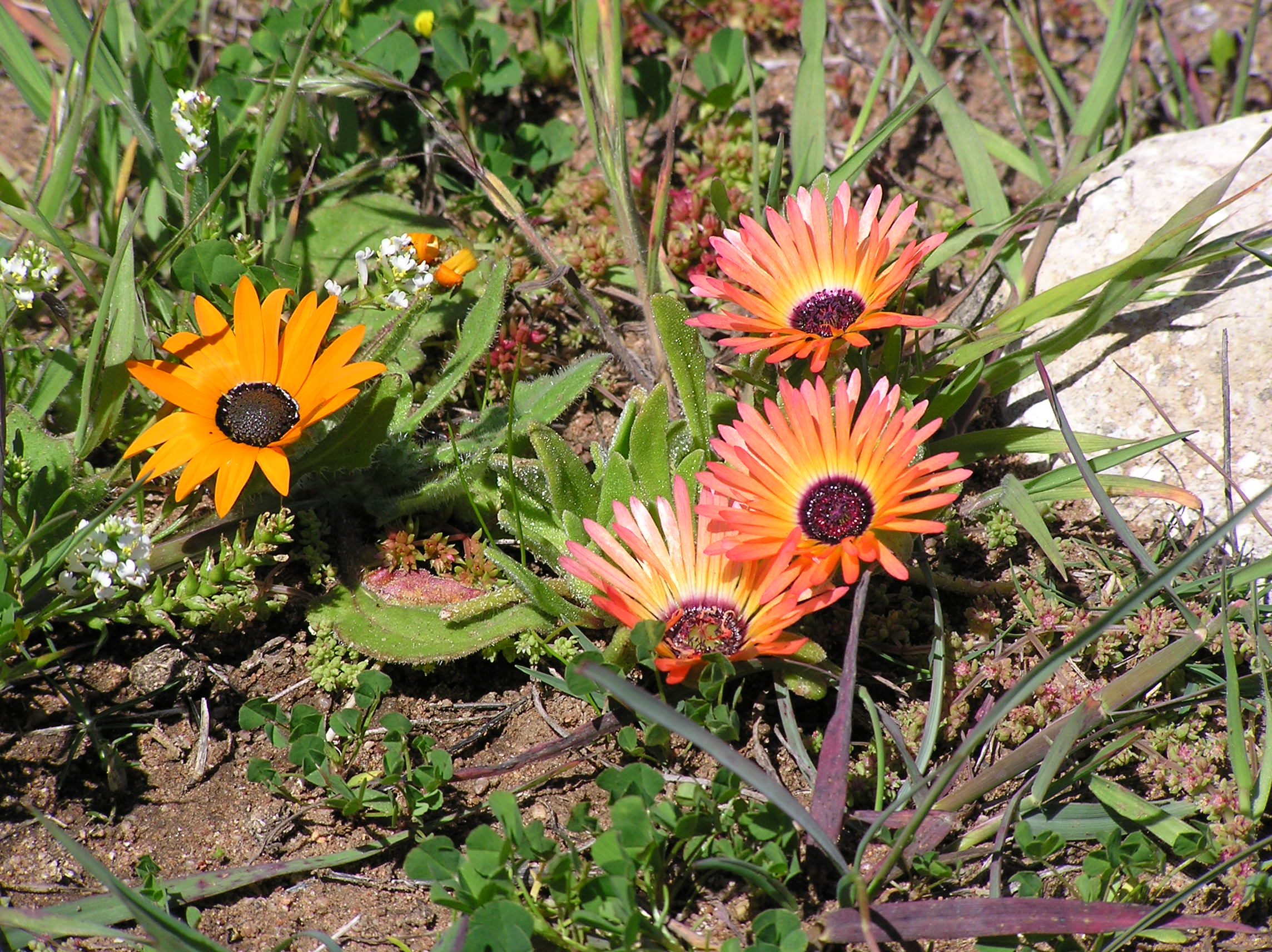
Flores de primavera en Ciudad del Cabo.

El pasto y los espinos de la sabana dan paso progresivamente a los arbustos de la sabana hacia el noreste del país, con un crecimiento más lento. Existe un número significativo de árboles baobabs en esta área, cerca del extremo norte del parque nacional Kruger.
En el Bushveld se encuentran numerosos hábitats de mamíferos como el león, el leopardo, el ñu azul, el kudu, el impala, la hiena, el hipopótamo y la jirafa. El hábitat del Bushveld se extiende de forma significativa hacia el nordeste, incluyendo los territorios que pertenecen al parque nacional Kruger y la Reserva Mala Mala, así como la Biósfera de Waterberg, más al norte. WWF divide la región de sabana del nordeste en tres ecorregiones, de este a oeste: sabana arbolada de mopane del Zambeze, sabana arbolada de África austral y sabana arbolada del Kalahari.
La región desértica del Karoo, en el oeste del país, se divide en tres ecorregiones: el Karoo suculento, cerca de la costa; el Karoo nama, en el interior (Namaqualand), donde existen varias especies de plantas que almacenan agua, como los aloes y euforbias; y por último, y más al norte, la sabana xerófila del Kalahari.

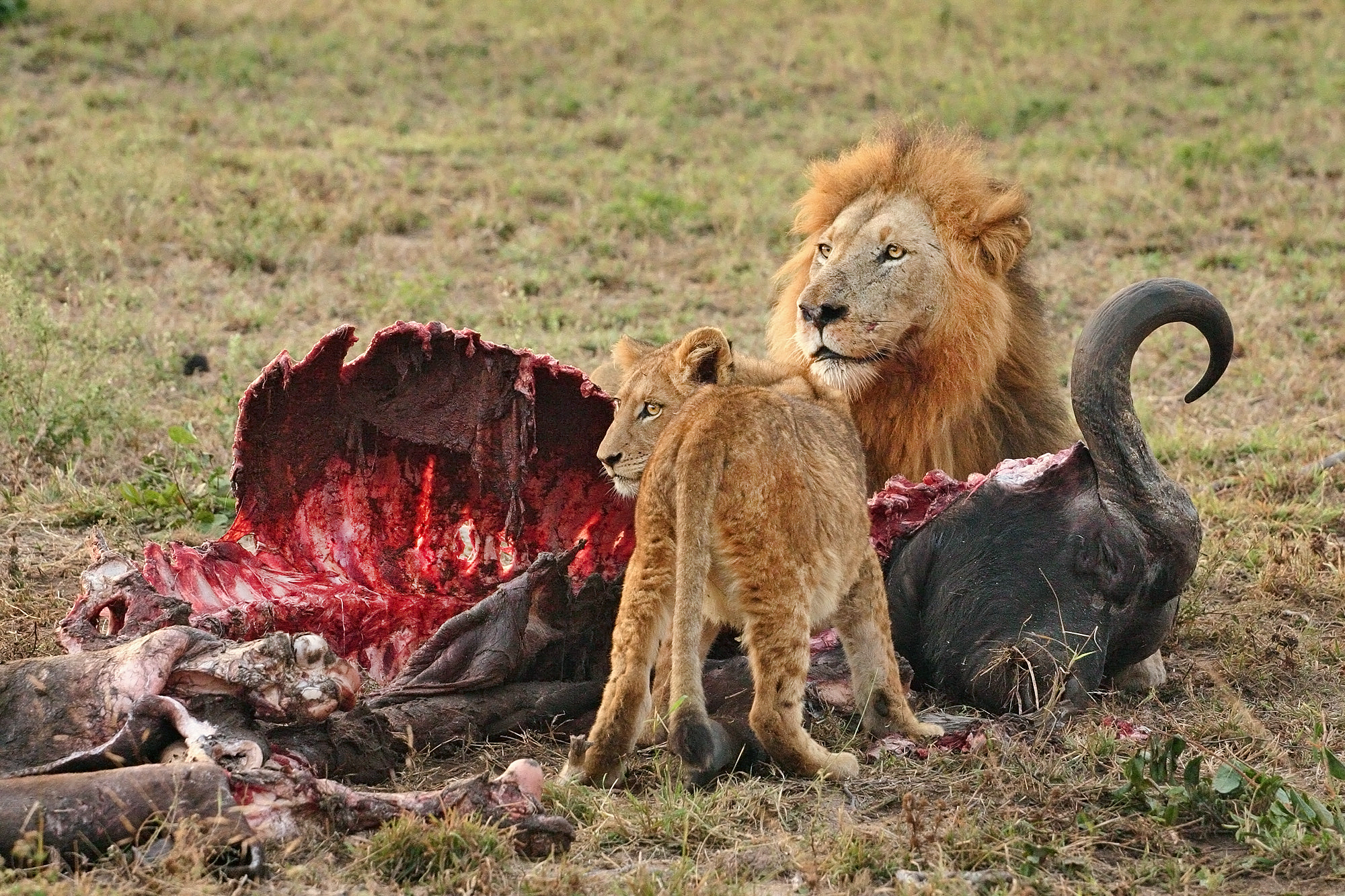
Un león y un cachorro comiéndose a un búfalo al norte de Sabi Sand, Sudáfrica.

El bioma mediterráneo del fynbos, uno de los seis reinos florales, está ubicado en una pequeña región del Cabo Occidental y consta de más de 9000 de estas especies, lo que lo convierte en una de las regiones más ricas del mundo en términos de Biodiversidad Floral. La mayor parte de las plantas son perennes y de hojas duras con hojas finas como agujas, como por ejemplo las plantas esclerófilas. Otra planta exclusiva de Sudáfrica es el género de las proteas, de las cuales existen alrededor de 130 especies diferentes en este país. WWF divide esta región en tres ecorregiones: fynbos y renosterveld de tierras bajas, fynbos y renosterveld de montaña y matorral de Albany.
Si bien Sudáfrica cuenta con una gran cantidad de plantas florales, posee pocos bosques. Solo el 1% de Sudáfrica es bosque, que se encuentra casi exclusivamente en el plano costero húmedo del Océano Índico en KwaZulu-Natal: la selva mosaico costera de KwaZulu y El Cabo y la selva mosaico costera de Maputaland y, más al sur, la selva montana de Knysna y los montes Amatole. Existen reservas incluso más pequeñas de bosques que se encuentran fuera del alcance del fuego. Las plantaciones de especies de árboles importados son predominantes, en particular del eucalipto no nativo y el pino. Sudáfrica ha perdido una extensa superficie de hábitat natural en las últimas cuatro décadas, debido a la sobrepoblación, a los patrones descontrolados de desarrollo y a la deforestación del siglo XIX.
Sudáfrica es uno de los países más afectados por la invasión de especies foráneas (por ejemplo la Acacia mearnsii, Port Jackson, Hakea, Lantana y Jacarandá) que son una gran amenaza a la biodiversidad nativa y la actual escasez de recursos hídricos. El bosque templado original que encontraron los primeros europeos que se establecieron en este país, fue explotado despiadadamente hasta que solo quedaron unas pocas y pequeñas áreas. Actualmente los árboles de maderas nobles en Sudáfrica como el Podocarpus latifolius, el Ocotea bullata y el Olea laurifolia se encuentran bajo protección gubernamental. Finalmente, en la costa del Índico se encuentran varios enclaves de manglar de África austral.

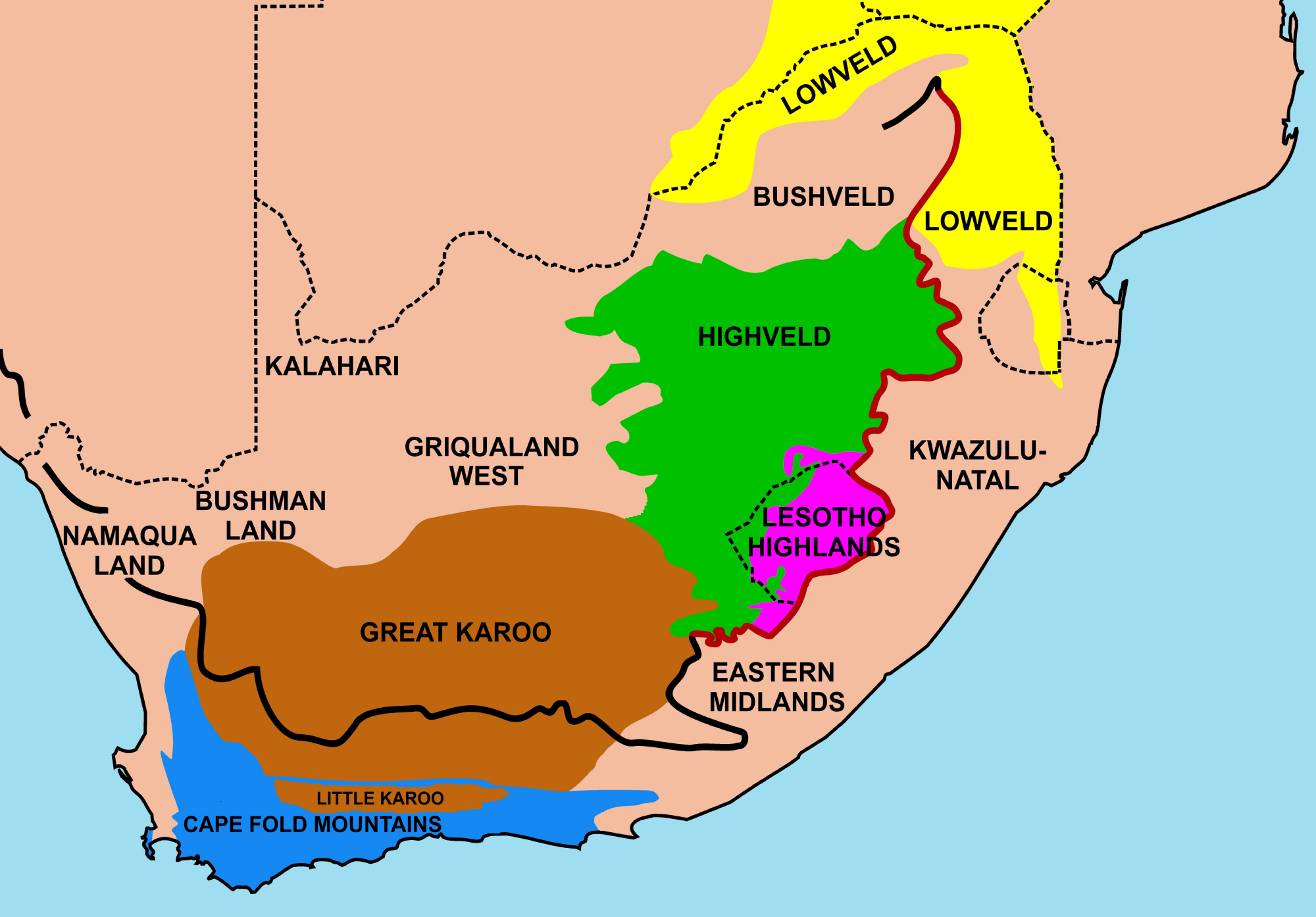
Regiones de Sudáfrica. La línea negra interior indica el Gran escarpe que limita al norte con la meseta central. La porción roja es el Drakensberg, donde el escarpe alcanza su mayor altura, entre la provincia de KwaZulu-Natal y Lesoto. En color marrón, el Gran Karoo.

Se espera que el cambio climático conlleve un incremento en el calentamiento y la sequedad de forma considerable para esta región que ya es semiárida, con mayor frecuencia e intensidad de eventos climáticos extremos, como olas de calor, inundaciones y sequías. De acuerdo a los modelos computacionales realizados por el Instituto de Biodiversidad Nacional de Sudáfrica (SANBI, por sus siglas en inglés) (junto con muchas de sus instituciones asociadas), algunas partes de África del sur verán un incremento en su temperatura de cerca de 1 °C a lo largo de la costa, que podrá llegar a superar los 4 °C en las ya calurosas tierras interiores, como en Cabo del Norte a fines de la primavera y el verano del año 2050.
El Reino Floral del Cabo ha sido identificado como uno de los puntos más sensibles de la biodiversidad sudafricana, ya que será seriamente afectado por el cambio climático y cuenta con una enorme diversidad de vida. Las sequías, el aumento de la intensidad y la frecuencia de los incendios y el incremento de la temperatura llevarán a la extinción de muchas de estas especies exóticas. El libro Scorched: South Africa's changing climate utiliza gran parte del modelo realizado por la SANBI y presenta una recopilación de ensayos de estilo narración de viajes.
Sudáfrica alberga muchas especies animales endémicas, como el conejo ribereño (Bunolagus monticularis) que se encuentra en peligro crítico de extinción en el Karoo.

## Divisiones geográficas regionales

### Highveld oAlto Veld

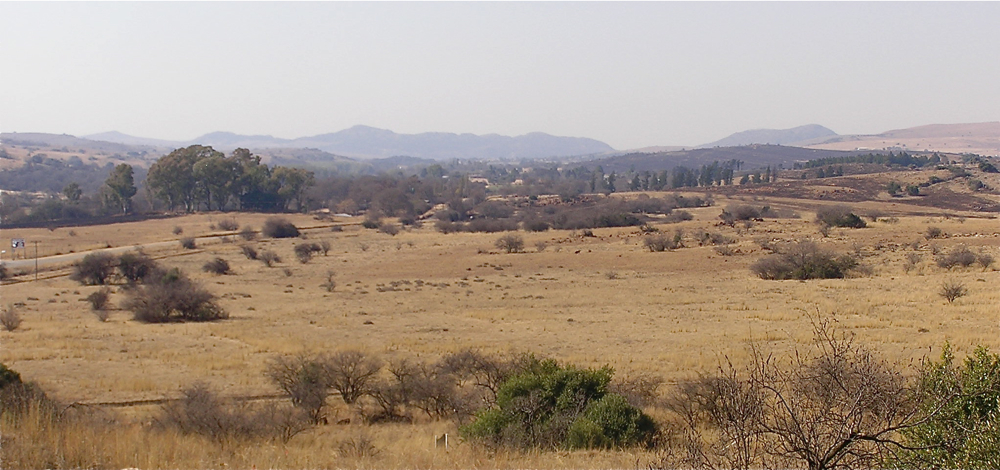
El Alto Veld en invierno en la provincia de Gauteng, al norte de Johanesburgo. Las colinas en el horizonte son la sierra de Magaliesberg, límite septentrional del highveld que da paso al bushveld.

La meseta central se divide en varias regiones distintas, aunque las fronteras son muy vagas, como resultado de la distribución de las lluvias. La humedad aumenta hacia el este y el clima se vuelve progresivamente más árido hacia el oeste. La zona más fértil y húmeda de la meseta central es el Highveld o Alto Veld, en su parte oriental. Su altitud oscila entre los 1500-2000 m. Es más alta en el Gran Escarpe, en la zona del Drakensberg, en Mpumalanga, y desciende hacia el sur y el oeste. La frontera meridional suele considerarse el río Orange, desde donde la meseta se convierte en el Gran Karoo, excepto por una pequeña franja al sur de Lesoto incluida en el Alto Veld.
Hacia el oeste, se transforma en la sabana seca de Griqualandia Occidental, que termina en el desierto de Kalahari, de fronteras muy difusas.
El Alto Veld incorpora la provincia del Estado Libre y franjas de las provincias del norte. Recibe entre 400 y 1200 mm de lluvia anuales y es ante todo una llanura herbácea, dedicada en gran parte a la agricultura industrial, aunque también incluye la mayor conurbación de Sudáfrica en la provincia de Gauteng, el centro de la industria minera del oro. También hay importantes minas de carbón relacionadas con las mayores centrales térmicas del país.
La tierra es generalmente llana o suavemente ondulada, pero en la llanura emergen algunas serranías rocosas: el cráter de Vredefort, la sierra de Witwatersrand y la sierra de Magaliesberg, al norte de Pretoria, desde donde el Alto Veld da paso al bushveld o sabana arbolada de África austral.

### Lowveld o Bajo Veld

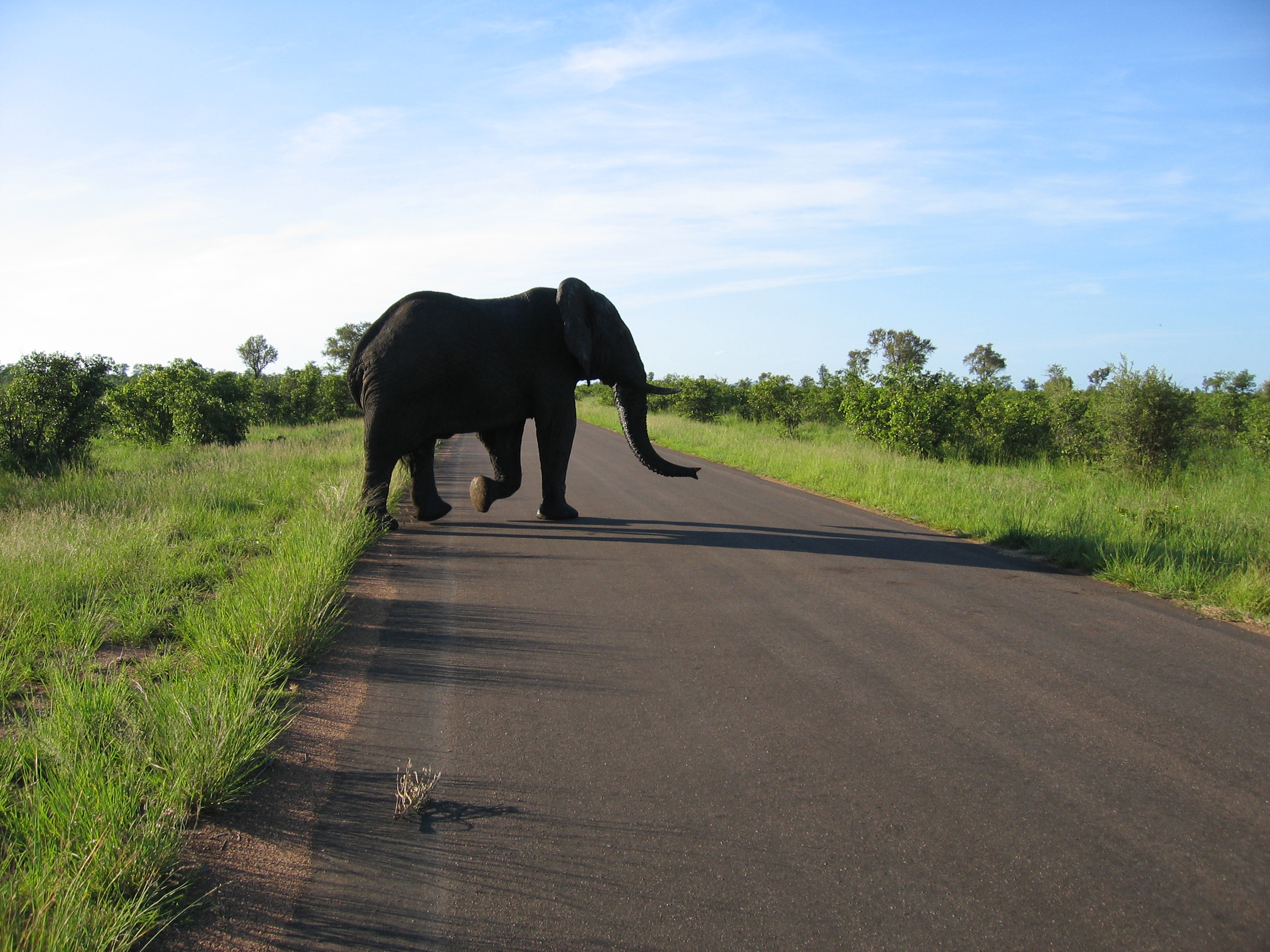
Elefante atravesando una carretera en el parque nacional Kruger.

La porción sudafricana de la franja costera entre Limpopo y el Drakensberg de Mpumalanga, por el oeste, y el océano, por el este, junto con el valle del río Limpopo, es conocido como Lowveld o Bajo Veld. Estas tierras bajas, de unos 500 m de altitud, forman la frontera norte de Sudáfrica con Botsuana y Zimbabue, donde un rift fallido hace 180 millones de años hundió parte de la meseta central y formó el Gran Escarpe. Los ríos Limpopo y Save bajan de la meseta central y atraviesan el Lowveld para dirigirse al océano Índico, al este.
El Bajo Veld de Limpopo se extiende hacia el sur por el este del escarpe de Drakensberg a través de la provincia de Mpumalanga y acaba al este de Suazilandia. El límite sur se halla entre la frontera de Mozambique al este y el Drakensberg al oeste.
Se trata de una región más cálida y menos cultivada que el Alto Veld, de ahí que sea conocida como el país de la fiebre, porque la malaria, debido a las nubes de mosquitos, es endémica en la zona. Antes de mediados del siglo XX, fue el hogar de la mosca tse-tse, que transmite la enfermedad del sueño a los humanos y el nagana a los animales, especialmente a los caballos de los viajeros que trataban de llegar al Alto Veld y los campos de oro de Witwatersrand desde Maputo.
El Bajo Veld es conocido por la gran concentración de caza mayor, incluidos los animales más grandes, como elefantes, rinocerontes, búfalos, leones, leopardos, guepardos, cebras y una amplia variedad de antílopes, mientras que en las zonas húmedas abundan cocodrilos e hipopótamos. La fauna aviar es abundante también. La fauna salvaje se concentra especialmente en el parque nacional Kruger, al este, en las zonas de las provincias de Mpumalanga y Limpopo, a lo largo de la frontera con Mozambique. También hay numerosas reservas de caza privadas.

### Bushveld

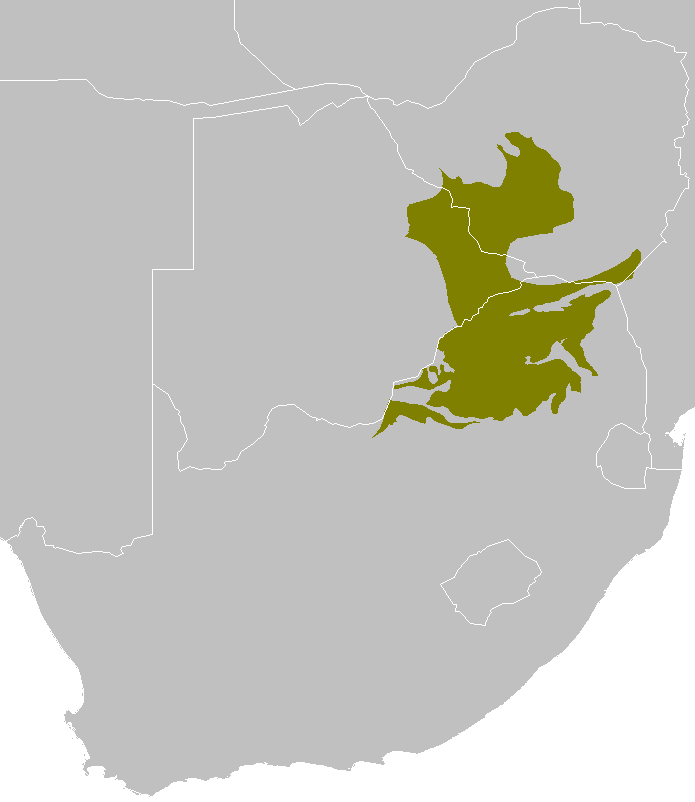
Mapa del bioma del Bushveld (sabana arbolada de África austral, en el nordeste de Sudáfrica. Incluye parte del Bajo Veld y ocupa una extensión mayor que la de la región así denominada.

La parte del Bajo Veld que se solapa con la sabana es conocida como bushveld, ecorregión conocida como sabana arbolada de África austral, una cuenca caracterizada por praderas herbáceas abiertas con árboles y matorrales dispersos. Con una altitud entre 600 y 900 m, el Bushveld es una de las mayores y mejor conocidos complejos ígneos del mundo, con una extensión de 350 por 150 km posee grandes depósitos de platino y cromo, y grandes reservas de cobre, fluorita, oro, níquel y hierro.
El borde norte del Bushveld, donde las llanuras se alzan en una serie de altas mesetas y sierras bajas, forma el borde sur del Bajo Veld y el valle del río Limpopo en la provincia del Norte. Esta montañas incluyen la reserva de la biosfera del Waterberg, de 6500 km², y la cordillera de Soutpansberg, que alcanza 1700 m de altitud antes de desplomarse en el valle del río Limpopo y la frontera entre Sudáfrica y Zimbabue.
Al oeste del Bushveld, el Highveld y el Lowveld se halla la cuenca meridional del desierto de Kalahari, que bordea Namibia y Botsuana con una altitud de entre 600 y 900 m.

### Karoo

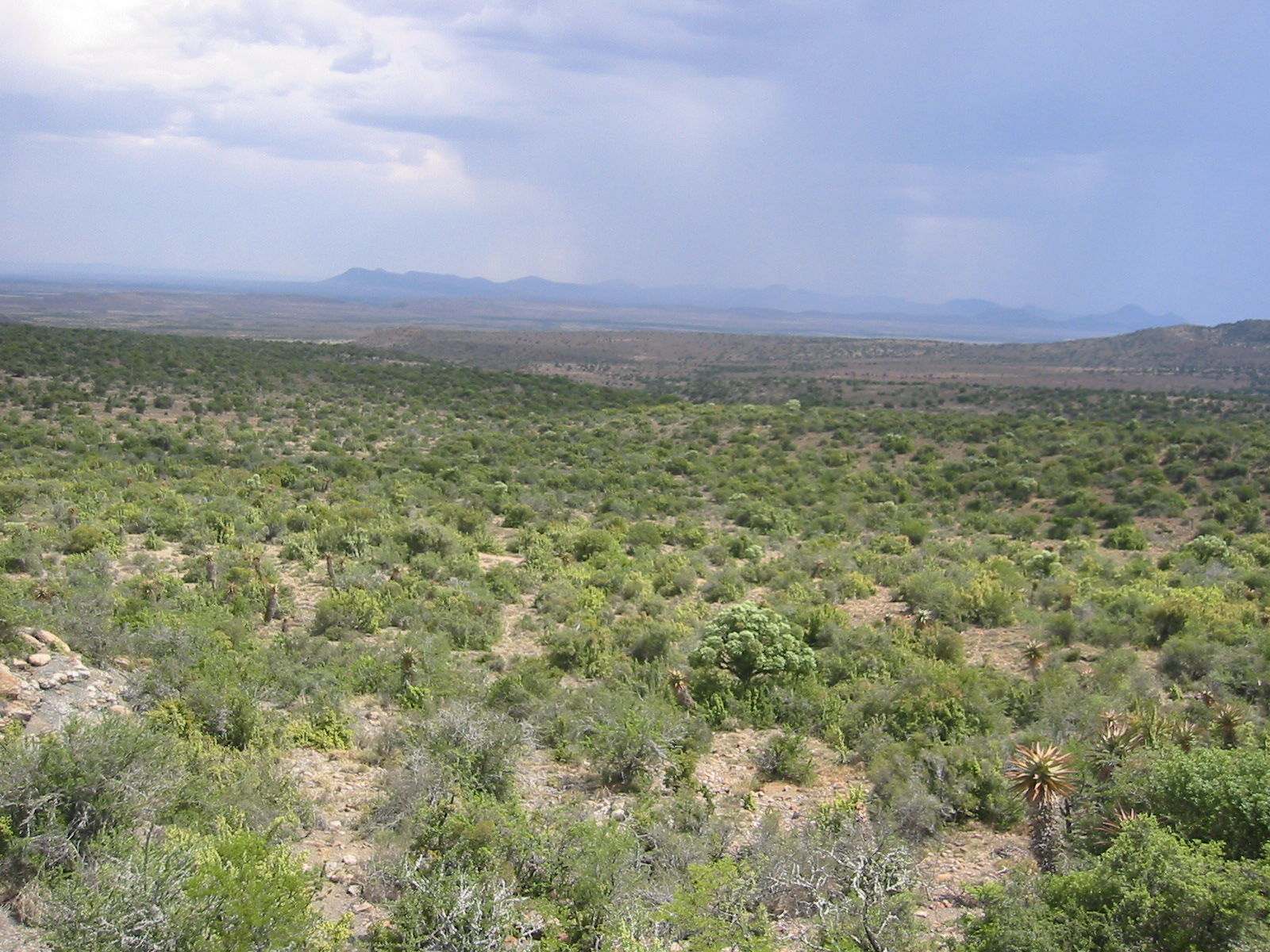
Paisaje del Karoo, mostrando el matorral bajo que lo caracteriza. La montaña lejana es la sección Nuweberg del Gran Escarpe. La vista es desde el Bajo Karoo mirando hacia el norte.

La sección occidental de Sudáfrica, en la parte interior de Cape Fold Belt, el Cinturón de Pliegues del Cabo, está dominada por el Gran Karoo, una región semidesértica que está dividida por el Gran Escarpe en Alto Karoo (1.100-1.600 m) y Bajo Karoo (600-800 m). Separado del Gran Karoo por las montañas Swartberg se encuentra el Pequeño Karoo.

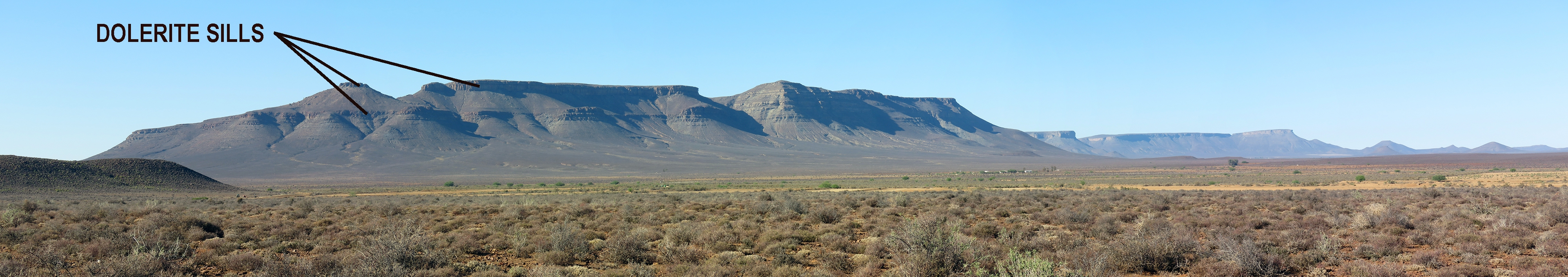
Las colinas de cima plana, a modo de cerros testigo, aquí llamados Karoo Koppies, son característicos del paisaje del Gran Karoo, sobre todo en la meseta central. Estas láminas de diabasa o granito negro han resistido la erosión. Se formaron hace 182 millones de años, cuando grandes volúmenes de lava fueron expulsados sobre gran parte del Sur de África y regiones adyacentes de Gondwana. Desde entonces, la erosión ha destruido las rocas antiguas más blandas, respetando las que estaban cubiertas por una capa de diabasa, también llamada dolerita. La foro está tomada en el Bajo Karoo, cerca de Calvinia.

En el sudoeste, paralelas a la costa, las montañas del Cinturón de Pliegues del Cabo forman una serie de cordilleras que forman una especie de L entre las que corren de norte a sur, al oeste, y de oeste a este, al sur, que se unen en la península del Cabo. Las sierras de norte a sur incluyen las montañas Cederberg y Groot Winterhoek, que alcanzan alturas de 2.000 m. Las sierras de oeste a este incluyen las montañas Svartberg y Langeberg, que superan los 2200 m. Todas estas montañas forman el límite meridional y occidental del Gran Karoo. Las demás fronteras están mal definidas. Al norte, se encuentra el árido Bushmanland de la provincia Cabo del Norte; al nordeste, el río Orange podría marcar la frontera con el Highveld.
El sitio más frío de Sudáfrica se halla en las montañas Roggeveld, con mínimas de hasta -15.oC. Aquí se encuentra la localidad de Sutherland.
El Pequeño Karoo, separado del Gran Karoo, al norte, por la cordillera Swartberg, forma un estrecho valle que tiene 290 km de longitud y 40-60 km de anchura en el Cinturón de Pliegues del Cabo. Al sur, está limitado por las cordilleras Langeberg- Outeniqua. Es tan árido como el Gran Karoo, excepto en las colinas de Swartberg, bien regadas por los torrentes que bajan de las montañas. El pequeño Karoo es el centro de la cría del avestruz, especialmente en torno al pueblo de Oudtshoorn (62.000 hab.), la "capital mundial del avestruz".

### KwaZulu-Natal

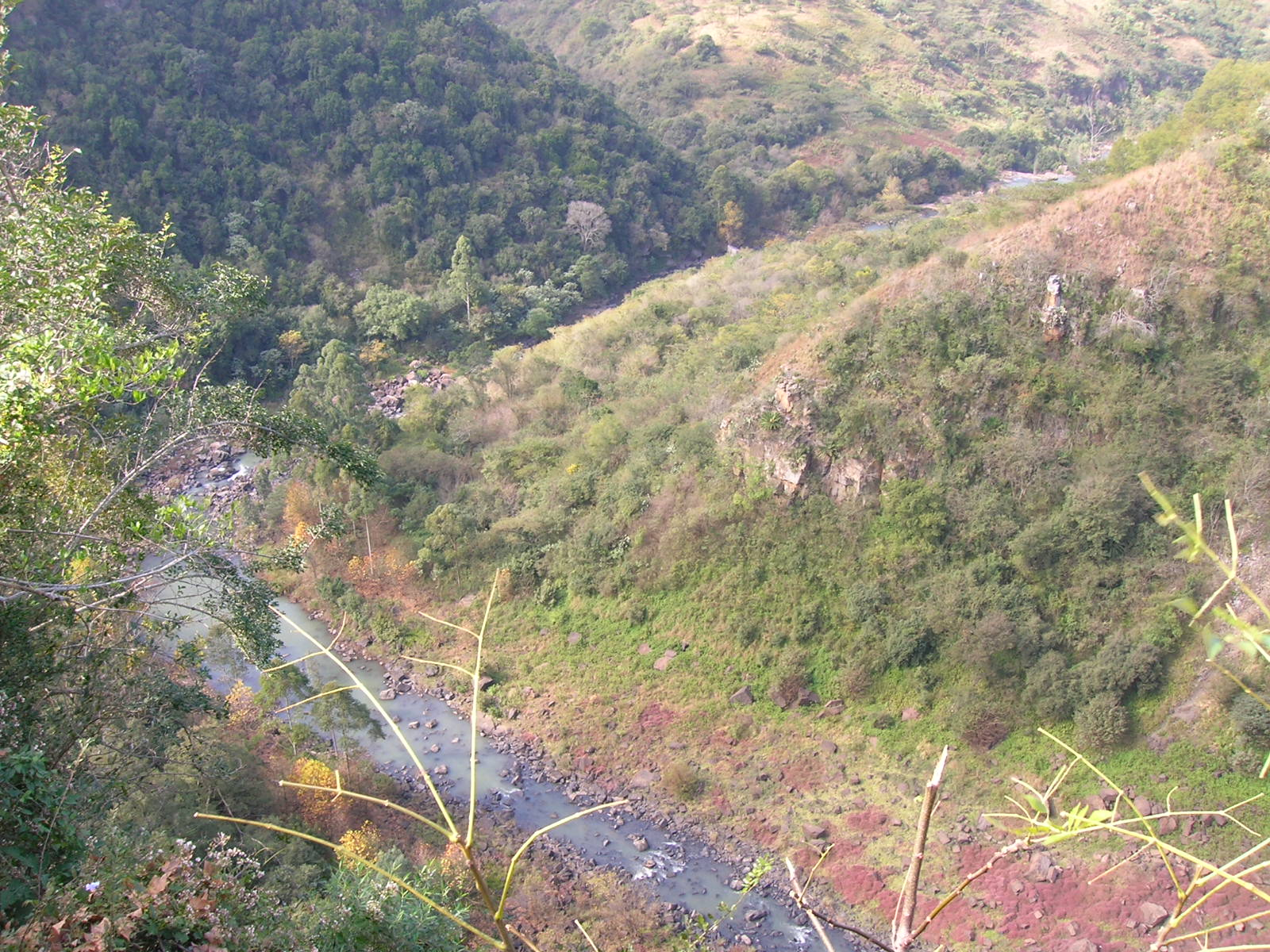
Río Umgeni cerca de las cascadas Howick.

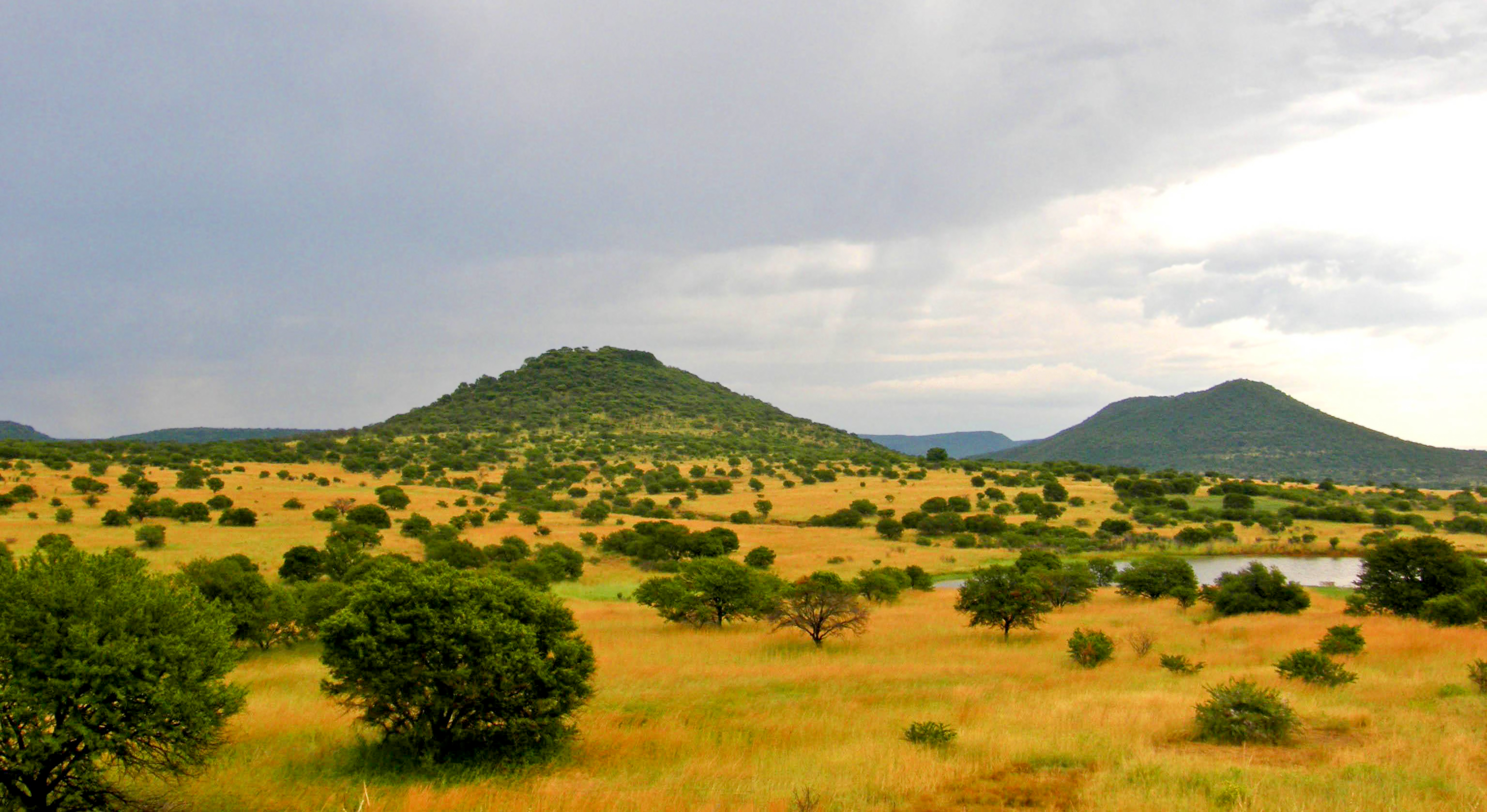
Sabana alta cerca de Pietermaritzburg.

KwaZulu-Natal es una provincia sudafricana que se halla enteramente por debajo del Gran Escarpe, que forma las fronteras occidental y sudoccidental. Forma parte del cinturón costero (Coastal Belt) que tiene una anchura de más de 200 km en su mayor parte. Las tierras bajas a lo largo de la costa del océano Índico son muy estrechas en el sur y se ensanchan hacia el norte, mientras que las tierras medias de Natal (Midlands) están formadas por colinas onduladas, una meseta de 1000 m de altitud que alcanza 1500 m en el oeste, y los pies del Gran Escarpe, conocido aquí como Drakensberg. Este, junto con las montañas Lebombo forman la parte montañosa del norte de la provincia.
Las regiones costeras están cubiertas de matorral subtropical, mientras que los barrancos y las laderas empinadas de los valles poseen bosques afromontanos. Las tierras medias están formadas por herbazales húmedos con zonas aisladas de bosque afromontano. El norte está formado por sabana húmeda y en el Drakensberg hay pastizales y matorrales templados alpinos.
Algunas zonas de Drakensberg que pertenecen a Natal se hallan a 2000 m s. n. m. (metros sobre el nivel del mar) de altitud, y en la frontera con Lesoto alcanzan los 3000 m s. n. m. Las montañas Lebombo forman una estrecha cordillera que supera por poco los 700 m s. n. m. que forma la frontera de Sudáfrica con Mozambique y Suazilandia.
Hay un gran número de ríos que descienden de Drakensberg. Estos forman profundos valles y a veces gargantas, que le dan a la provincia el aspecto ondulado. El Valle de las Mil Colinas es particularmente espectacular, entre Durban y Pietermaritzburg. El río Tugela es el más grande; una parte de sus aguas son bombeadas aguas arriba hacia el Highveld para las ciudades industriales de Gauteng.
La provincia áreas ricas en diversidad como el parque del Humedal de iSimangaliso y el parque uKhahlamba-Drakensberg, ambos patrimonio de la humanidad. Ambos son sitios Ramsar.
A lo largo de la costa oriental de Sudáfrica, al sur de Durban, se produce un fenómeno llamado migración de la sardina en la que una masa de millones de sardinas se desplazan hacia el norte después de desovar en la zona del banco de Agulhas.

### Bushmanland

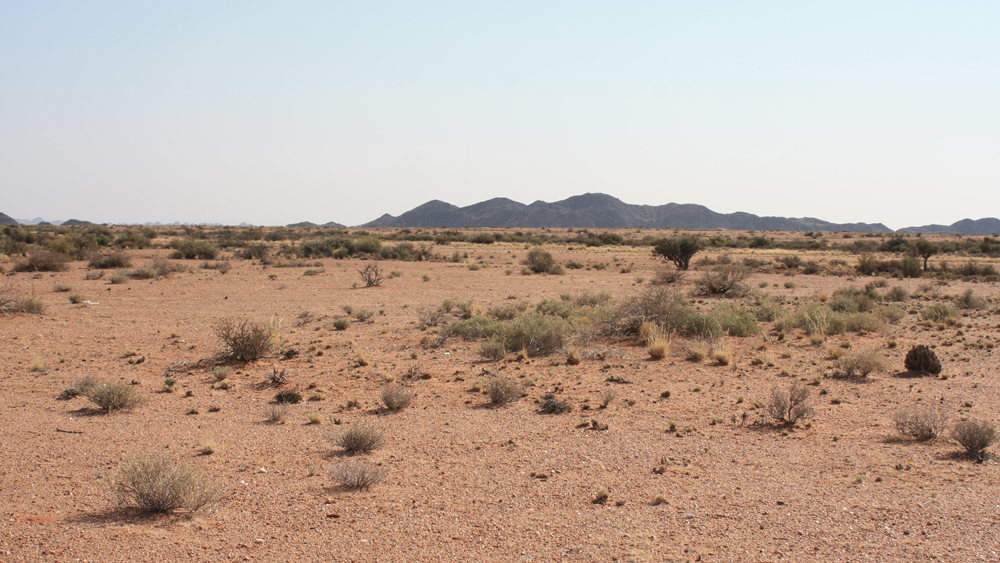
Paisaje típico del bushmanland, en el que destaca la aridez y la penillanura. Las colinas están formadas por roca volcánica resistente a la erosión.

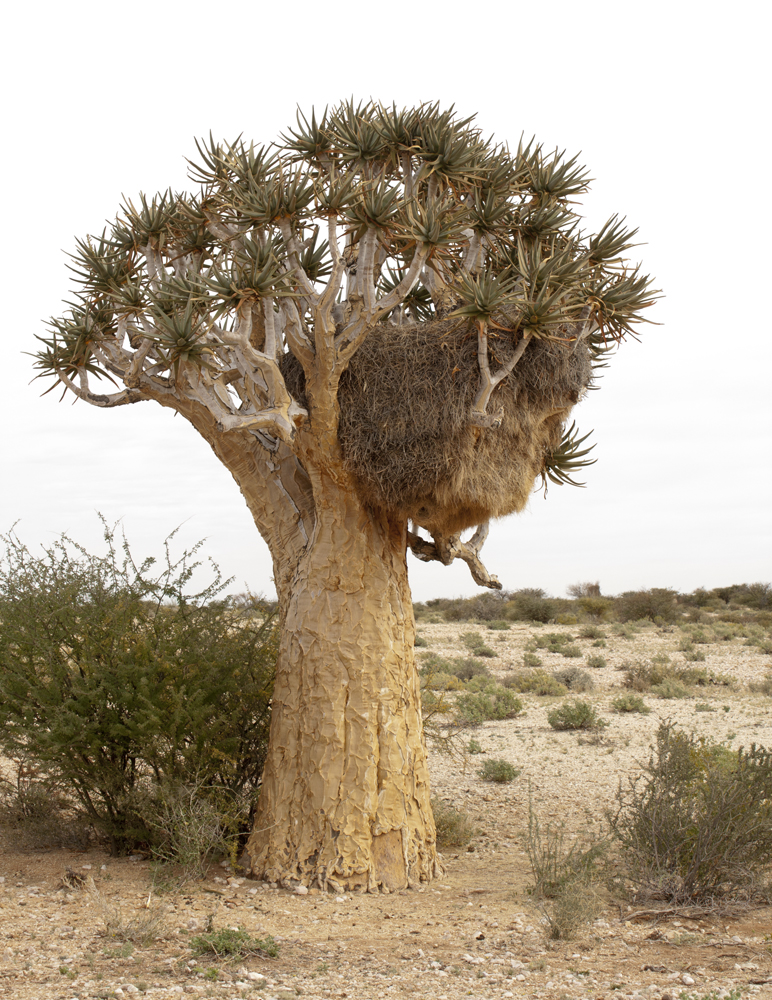
Un nido de tejedor republicano (Philetairus socius) en un áloe aljaba (Aloe dichotoma, propios de Bushmanland, Namaqualand y el sur de Namibia y muy disperso en este paisaje, aunque a veces se agrupa formando bosques de áloes aljaba, como en las afueras de Kenhardt. Los tejedores prefieren los postes de teléfono, pero en su ausencia hacen los nidos en los árboles del áloe.

Bushmanland es un área interior árida al este de Namaqualand. Su frontera norte es el río Orange, al otro lado del cual se halla Namibia. Por el sur llega hasta la parte noroeste del Gran Karoo. Por el oeste se halla Griqualandia Occidental. Es probablemente, el área más inhóspita de Sudáfrica, a causa de la aridez, poca fertilidad del suelo y alto contenido en sal de las aguas subterráneas. Como en el desierto de Kalahari, las lluvias son muy variables y el rango de temperaturas es el más alto del país entre enero y julio. Sin embargo, la fauna y flora son muy interesantes, aunque dispersas. Aunque el veld es demasiado árido para florecer como la costa occidental de Namaqualand, incluso con las lluvias de primavera, cuando aparecen las flores es de una belleza deslumbrante.
En los alrededores del pueblo minero de Aggeneys, cerca de la N14 entre Upington y Springbok se explota una mena rica en zinc, plomo, cobre y plata desde 1977. Cerca, al este, se halla la montaña de Ghaamsberg, rica en depósitos de zinc, pero de explotación poco rentable todavía.
Entre Bushmanland y el noroeste del Gran Karoo se encuentra el cementerio nuclear de Vaalputs, en una zona convertida en reserva natural.

### Namaqualand

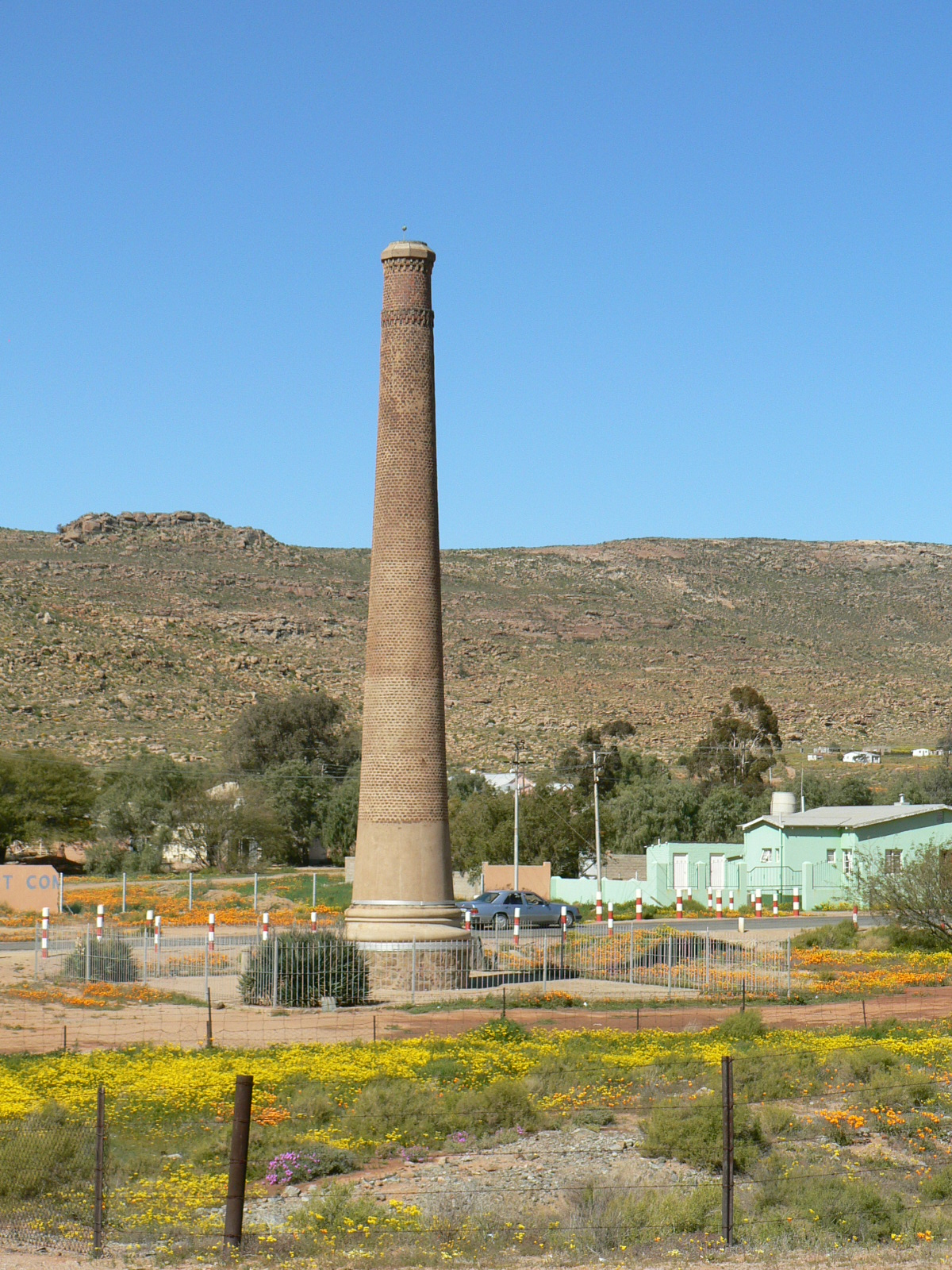
Chimenea de ventilación en una mina de cobre de la Cape Copper Mining Company en 1880, en Okiep.

Es la región árida a lo largo de la costa noroeste, aproximadamente desde la latitud 31.oS. Se extiende por Namibia, al norte del río Orange, donde es conocida como Gran Namaqualand o Namaland, y queda dentro de la provincia Cabo del Norte. Está escasamente poblada, principalmente por el pueblo nama, muchos de los cuales hablan afrikáans, y los descendientes de los khoikhoi, cuyas lenguas se hablan solo en zonas remotas. Las principales industrias de la región son la minería y la pesca en la costa.
Algunos de los pueblos más importantes de la zona son Springbok, capital de la región, así como Kleinzee y Koingnaas, pueblos mineros privados pertenecientes a la compañía De Beers Diamonds Mines. La zona es rica en diamantes aluviales, depositados por el río Orange. Otro pueblo minero, en Namibia, muy cerca de la frontera, es Oranjemund, en la boca del río. En el lado sudafricano se encuentra Alexander Bay, y ambos están unidos por el puente Ernest Oppenheimer. El río Orange se puede cruzar mucho más al interior en el parque transfronterizo de ǀAi-ǀAis/Richtersveld, por un pontón, en Vioolsdrif y en Onseepkans.
La industria pesquera tiene mucha importancia en la zona costera, especialmente en Port Nolloth, el puerto por donde sale el cobre de las minas de Okiep y los diamantes de Namaqualand. Actualmente es más importante la pesca y el turismo de vela y para toda la gente del interior. Otro puerto destacable en el mismo sentido es Hondeklipbaai o Hondeklip Bay.

### Corrientes oceánicas

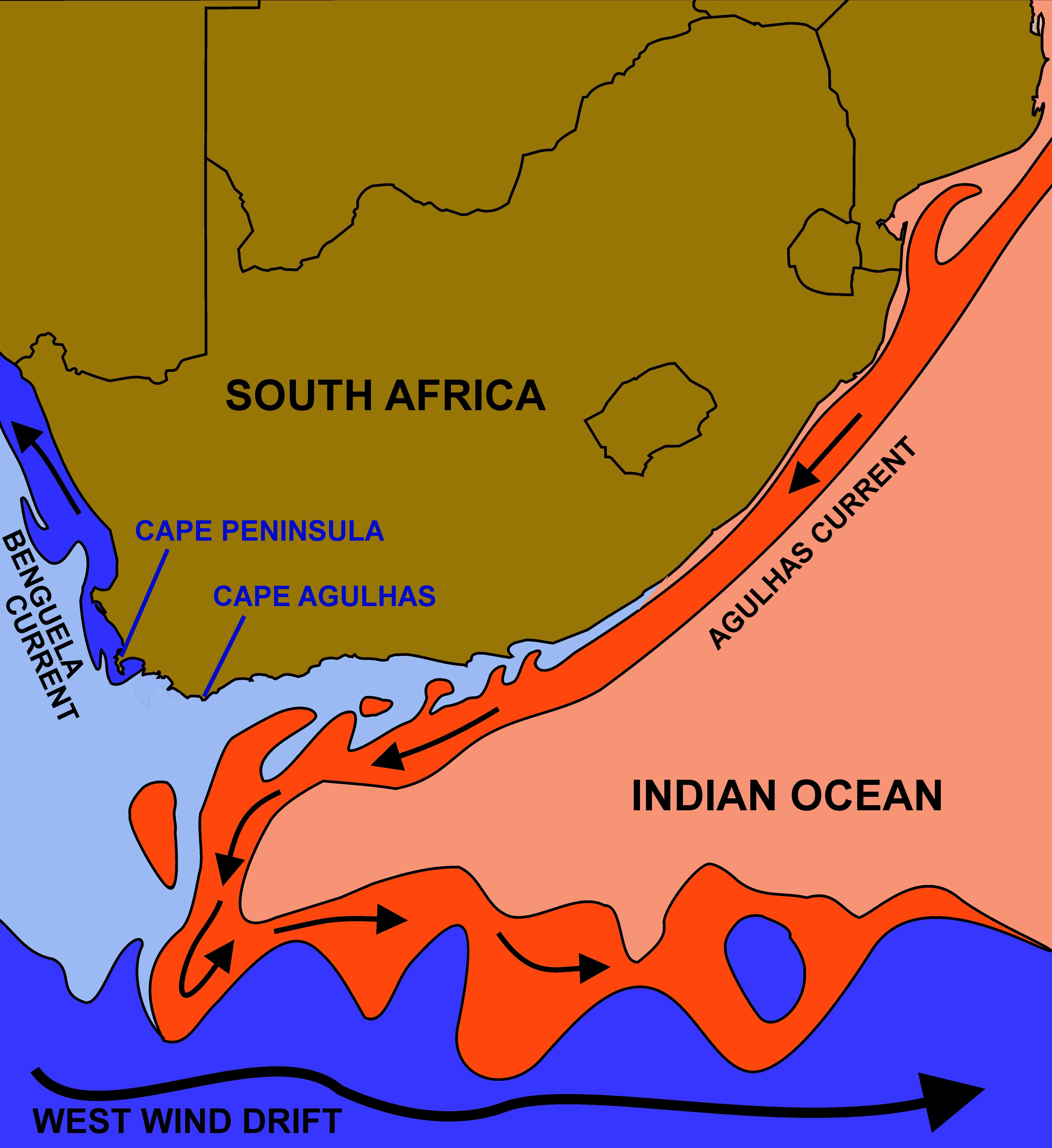
Corrientes de Benguela y Agujas. No llegan a encontrarse en el extremo sur de África.

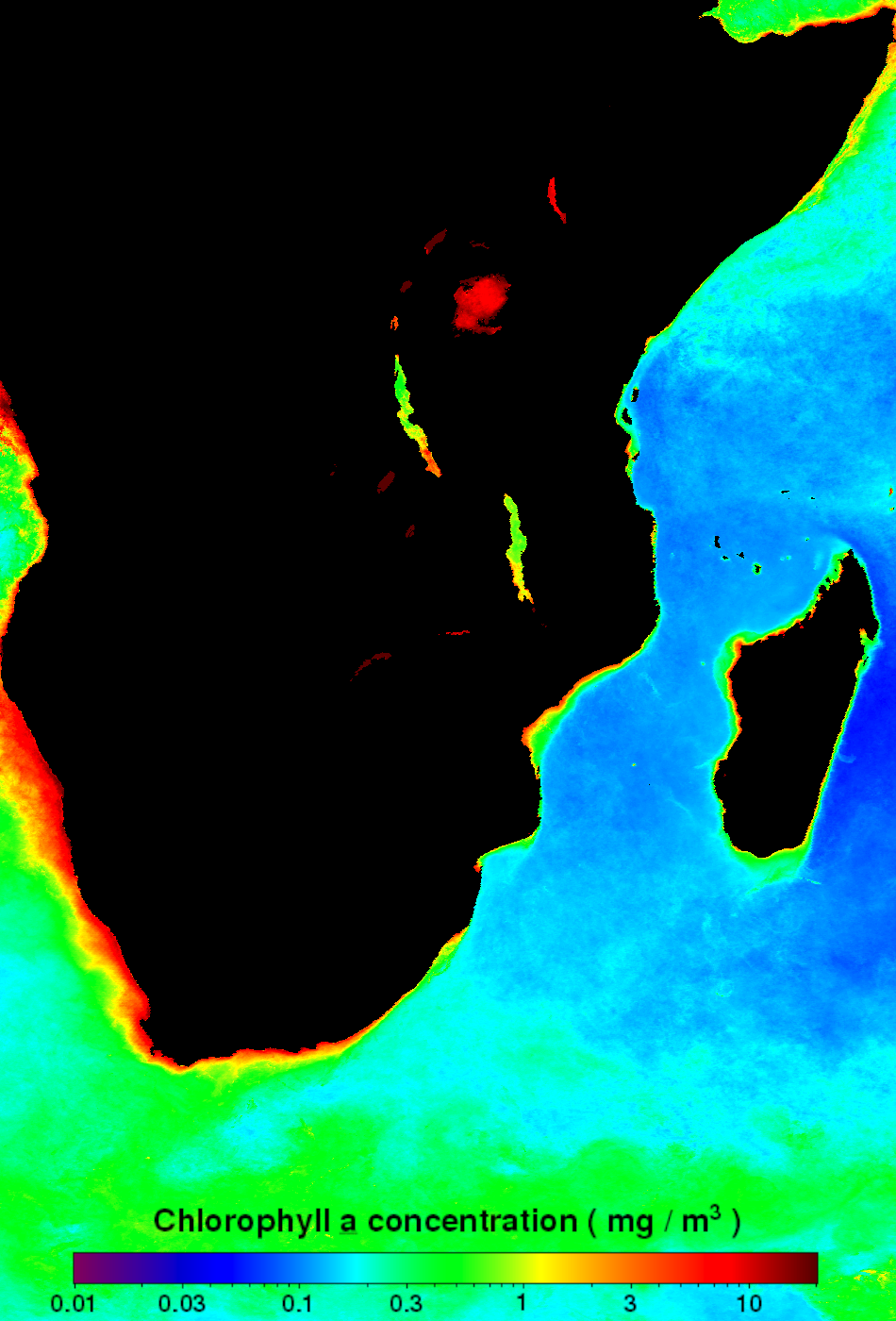
La concentración de clorofila en el océano alrededor de Sudáfrica. La densidad del plancton es muy alta en la costa occidental. La temperatura fría y la fertilidad son debidas a la subida del agua desde las profundidades del océano Atlántico.

La mayor parte de la frontera sudafricana es oceánica. Los dos océanos que la rodean se encuentran en el Cabo de las Agujas, el punto más al sur de Sudáfrica. Este territorio incluye las islas del Príncipe Eduardo, a casi 2.000 km al sur de Ciudad del Cabo, en el océano Índico subantártico.
La corriente fría de Benguela es una corriente de afloramiento debida al movimiento del planeta, que hace que las aguas frías profundas emerjan al este de los océanos, en este caso en la costa occidental de Sudáfrica. Es rica en nutrientes y en ella crece de forma abundante el plancton, que permite la abundancia de peces y una próspera industria pesquera. La sobrepesca, sin embargo, amenaza con reducir los caladeros.
En la costa oriental, en cambio, domina la corriente de las Agujas, cálida, que desciende por la costa africana desde Sudán. No llega a encontrarse con la corriente fría de Benguela frente al cabo de las Agujas, sino que lo hace con la circulación general de la atmósfera en esta región, que rodea la Antártida en dirección contraria, dando lugar a uno de los puntos más tormentosos del planeta, de ahí que el cabo de Buena Esperanza se llame también el cabo de las Tormentas. La corriente cálida aporta lluvias en la costa oriental, y la corriente fría las impide en la costa occidental.

## Áreas protegidas de Sudáfrica

Parques nacionales de Sudáfrica

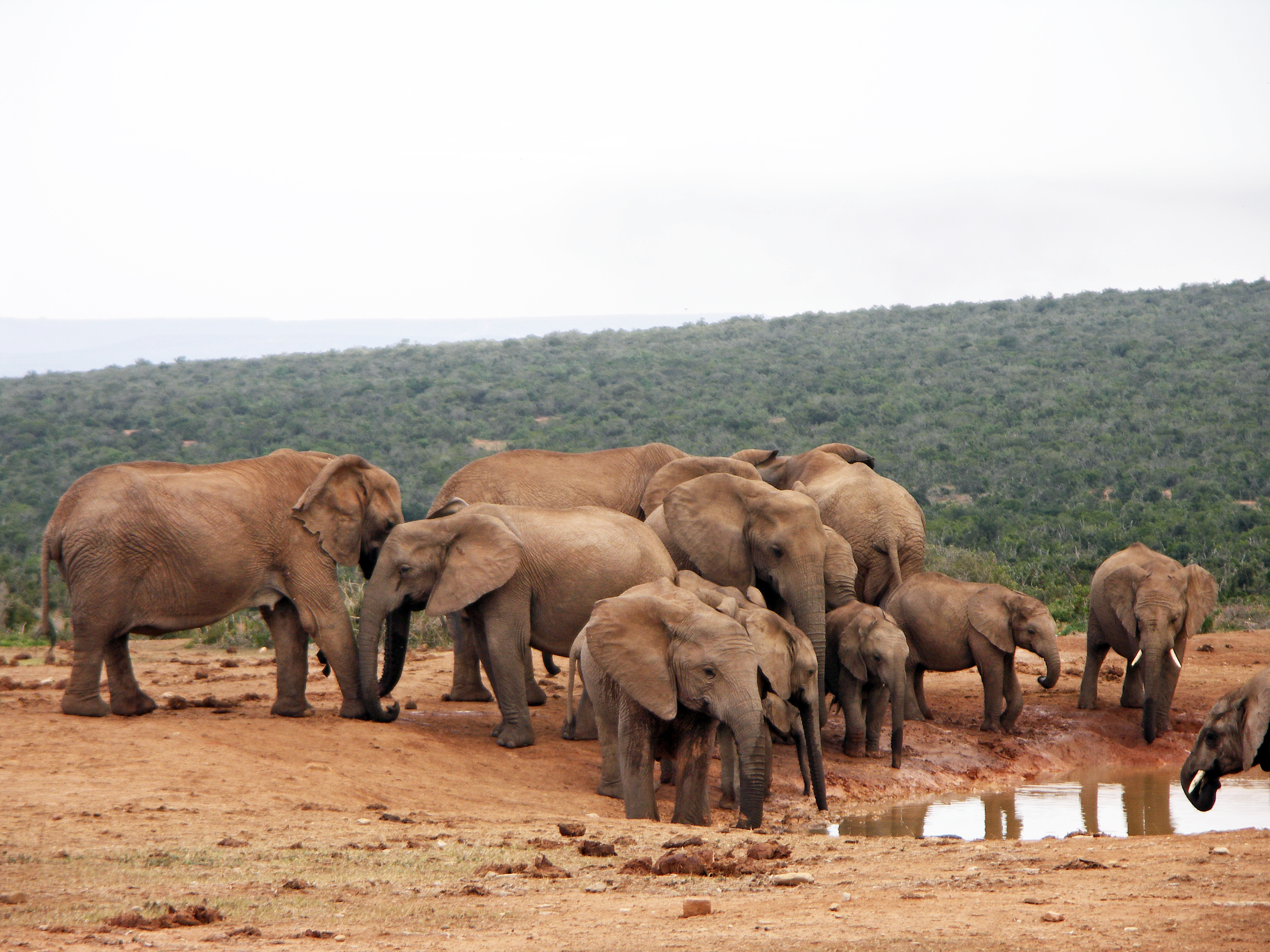
Parque nacional de los elefantes del Addo

En Sudáfrica, según Protected planet, hay 1.544 áreas protegidas, unos 98.000 km², el 8 por ciento de la superficie total del país, y unos 186.000 km² de áreas marinas, el 12 por ciento de las aguas territoriales, 1.542.560 km². De estas áreas protegidas, 20 son parques nacionales, 25 son áreas marinas protegidas, 2 son reservas especiales, 51 son reservas forestales, 12 son zonas silvestres boscosas, 24 son medios ambientes protegidos, 16 son áreas montañosas y 1.359 son reservas naturales, la mayoría de pequeñas dimensiones. Del total de áreas protegidas, 8 son reservas de la biosfera y 4 son patrimonios de la humanidad.
Asimismo, hay catalogados 26 sitios Ramsar como humedales de importancia internacional, que ocupan una superficie de 5.630 km².
BirdLife South Africa (BLSA), fundada en 1930, cataloga 112 áreas de importancia para las aves y la biodiversidad en Sudáfrica.
- Parque nacional Agulhas, 57 km²
- Parque nacional de los Elefantes de Addo, 1.642 km²
- Parque transfronterizo de ǀAi-ǀAis/Richtersveld, 5.920 km², formado por el parque nacional de Richtersveld (1.624 km²), de Sudáfrica, y la región de aguas termales Ai-Ais.
- Parque nacional de las Cataratas Augrabie, 417 km²
- Parque nacional del Bontebok, 28 km²
- Parque nacional de Camdeboo, 194 km²
- Parque nacional Garden Route, 1570 km², formada por el lago de marea Knysna, el parque nacional Tsitsikamma y el parque nacional Wilderness. La Garden Route (Carretera de Oro, es una franja de 300 km que recorre la costa sudoeste de Sudáfrica, desde Mosselbaai hasta el río de las Tormentas, en el cabo Oriental.
- Parque nacional Golden Gate Highlands, 116 km²
- Parque Hluhluwe-Imfolozi, 960 km²
- Parque nacional del Karoo, 768 km²
- Parque transfronterizo de Kgalagadi, 38.000 km², formado por el parque nacional Kalahari Gemsbok (10.000 km²), de Sudáfrica, y el * parque nacional Gemsbok (28.000 km²), de Botsuana.
- Parque nacional Kruger, 18.989 km²
- Parque nacional de Mapungubwe, 280 km²
- Parque nacional de Marakele, 507 km²
- Parque nacional de Mokala, 196 km²
- Parque nacional de la Cebra de montaña (Mountain Zebra), 284 km²
- Parque nacional de Namaqua, 1350 km²
- Parque nacional Montaña de la Mesa, 243 km²
- Parque nacional de Tankwa Karoo, 1216 km²
- Parque nacional de la Costa Occidental, 363 km²

#### Véase también

Grupos étnicos dominantes en Sudáfrica en 2011. En color rojo, negros; en verde, mestizos; en azul, indios o asiáticos; en amarillo, blancos, y en lila, ningún grupo dominante.

## Etnias de Sudáfrica
Se calcula que en Sudáfrica había, a principios de 2020, casi 59 millones de habitantes, con una densidad de 49 hab/km², de los que el 66,7% es urbana, con una edad media en el país de 27,6 años.
El 79,4% de la población se considera negra (unos 46,8 millones), el 9,2% se considera blanco (5,4 millones), el 8,8% mestizo (5,2 millones) y el 2,6% indio o asiático (1,5 millones). Hay 11 idiomas oficiales, zulú (22,7%), xhosa (16%), afrikáans (13,5%), inglés (9,6%), sepedi (9,1%), setsuana (6,7%), sesoto (7,6%), xitsonga (4,5%), suazi (2,5%), tsivenda (2,4%) y ndebele (2,1%). Pôr otro lado, el 81.2% de los sudafricanos se consideran cristianos, el 3,7% se identifica con otra fe y el 15% con ninguna en particular. Se estima que el 18,8% de la población vive con sida, unos 7 millones de individuos. Cada 42 segundos, el país tiene un habitante más, unas dos mil personas diarias, descontando los fallecimientos. Superan los dos millones de habitantes, las ciudades de Johannesburgo (4,4 millones en la zona metropolitana), Ciudad del Cabo y Ethekwini, con 3,7 y 3,4 millones, Ekurhuleni, Tshwane y Nelson Mandela Bay